# Football Club de Rouen 1899
Vous lisez un « article de qualité » labellisé en 2012.
Pour les articles homonymes, voir FCR.
Maillots
Actualités
Dernière mise à jour : 2 novembre 2024.
Le Football Club de Rouen 1899, abrégé en FC Rouen, est un club de football français, fondé en 1899 à Rouen en Seine-Maritime.
Dès ses premières années, le club s'affirme comme un des principaux clubs de France et le principal rival en Normandie du Havre AC. Sous la direction de son président-fondateur Robert Diochon, le FC Rouen s'installe dès les années 1910 dans un véritable stade, les « Bruyères », futur stade Robert-Diochon, et atteint les finales du championnat de France USFSA en 1913 puis de la Coupe de France en 1925.
En 1933, les deux grands clubs haut-normands optent pour le statut professionnel et intègrent la deuxième division nationale. Les Rouennais remportent la compétition en 1936 et rejoignent l'élite. L'effectif rouennais compte alors de nombreux joueurs internationaux français et autrichiens, parmi lesquels Jean Nicolas, meilleur buteur de la sélection. Vainqueur du championnat « de guerre » en 1945 (un titre non homologué par la Fédération), le club connaît une période faste dans les années 1960, quand il termine à deux reprises à la quatrième place du championnat et défie Arsenal en huitième de finale de la Coupe des villes de foires 1969-1970. Les « Diables rouges », comme on les surnomme en référence à la couleur de leur maillot, disputent ainsi dix-neuf saisons en première division.
Fragilisé par ses difficultés financières récurrentes, qui obligent la mairie de Rouen à intervenir à plusieurs reprises, le FC Rouen subit deux relégations d'affilée en 1985 et 1986, qui l’emmènent en troisième division. La cauchemardesque fin de saison 1992-1993, qui voit les Rouennais manquer une promotion en D1 qui leur semblait promise, marque le début de sa dégringolade. Malgré l'ambition répétée de ses dirigeants, le club échoue depuis à retrouver l'une des deux premières divisions, à l'exception d'une brève apparition en Ligue 2 en 2003-2004. Plusieurs dépôts de bilan, en 1995, 1997, 2013, lui valent de tomber jusqu'en Division d'honneur.
En 2015, le FC Rouen et l'US Quevilly, voisin et rival historique, annoncent leur rapprochement, à la suite duquel l'équipe première quevillaise, rebaptisée « Quevilly Rouen Métropole », adopte les couleurs rouges du FCR et s'installe au stade Robert-Diochon. Cet accord n'a pas d'autre incidence sur le FC Rouen, dont l'équipe première poursuit la compétition et qui décide de reprendre son indépendance en 2018. En 2023, le FC Rouen fait son retour en National. De nouveau promis au dépôt de bilan en 2024, le club est sauvé cette fois-ci par un homme d'affaires turc, Tarkan Ser, qui le rachète in extremis et installe le Néerlandais Iwan Postel à sa tête.

## Histoire

### Les débuts du FC rouennais (1899-1933)

#### Fondation du club (1899-1901)
À la fin des années 1890, le football est déjà bien implanté en Seine-Maritime, notamment au Havre Athletic Club et au Football Club dieppois. À Rouen, un commerçant, M. Willing, de retour d'Angleterre, introduit à son tour la pratique du football dans la ville, alors que seul le rugby semble être pratiqué à l'époque, par les Francs-Joueurs du lycée Corneille, qui pratiquent depuis 1890. Avec l'aide de M. Maréchal, il crée un club de football, baptisée Football Club rouennais. La date précise de la fondation n'est pas connue. L'association Football Club rouennais, consacrée à la pratique du football, étant déclarée en préfecture le 10 juillet 1899, avec Raoul Hurard comme premier président, la date de 1899 est logiquement retenue dans la bibliographie comme date de fondation du FC Rouen, faute d'archives supplémentaires.

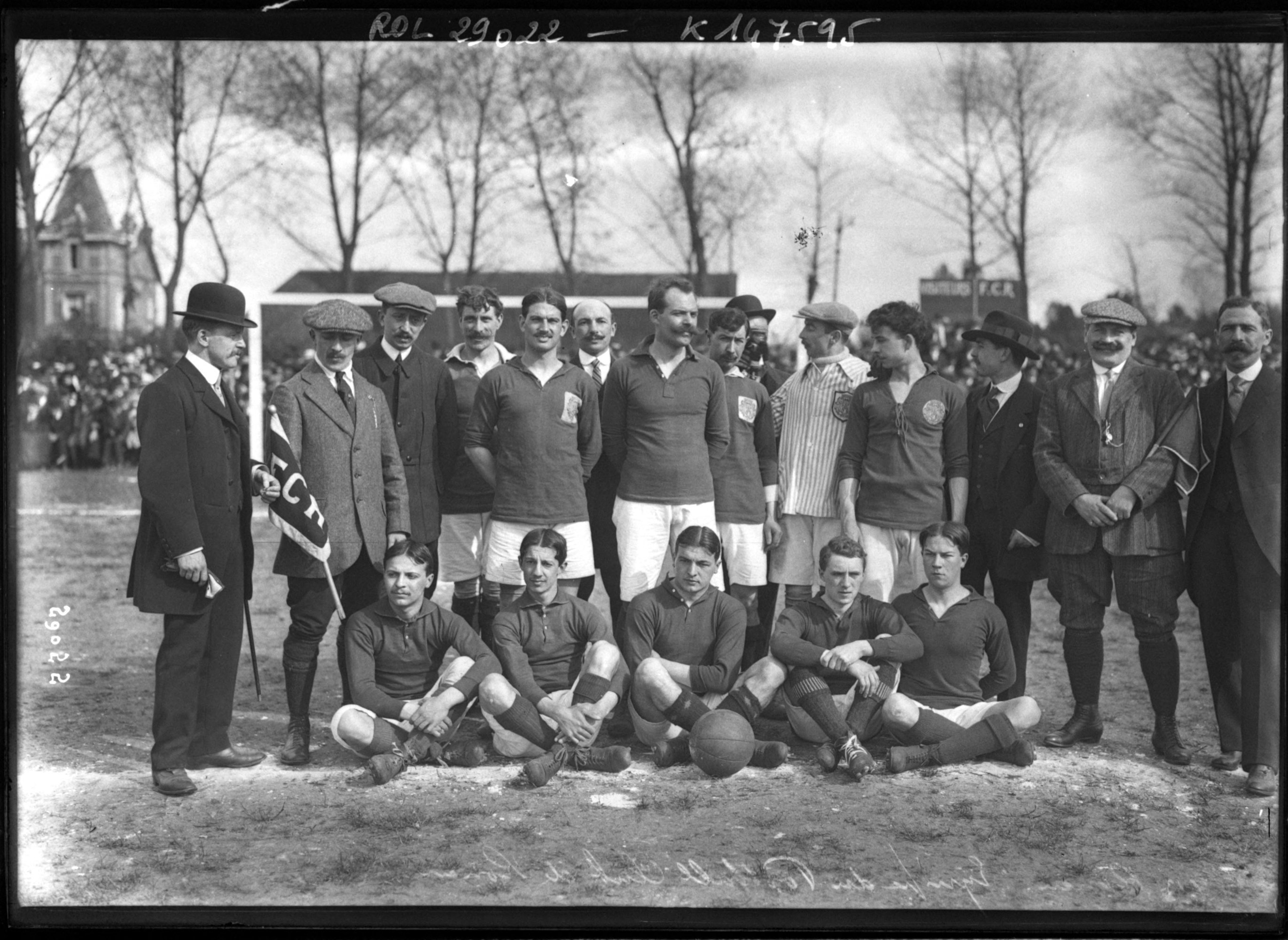
L'équipe du FC rouennais en 1913.

D'autres clubs se créent dans l'agglomération rouennaise, comme l'Union sportive sottevillaise et l'Union sportive rouennaise, fondée par des élèves de l'Ecole supérieure de Rouen, parmi lesquels Robert Diochon, Hurard et Cousinard[réf. nécessaire]. Le premier match du club rapporté dans le Journal de Rouen est d'ailleurs une victoire du FC rouennais sur le terrain de l'US sottevillaise en février 1900,. Afin de pouvoir concurrencer les meilleurs clubs de la région, le FC rouennais absorbe[Quand ?] l'US sottevillaise et l'US rouennaise,.

#### Participations au championnat de France de l'USFSA (1901-1919)
En 1901, les Rouennais participent au championnat de la Manche de l'USFSA. Le championnat ne consiste qu'en un seul match joué le 17 février 1901 à Rouen contre Le Havre AC, champion de France en titre, qui s'impose « facilement » par onze buts à zéro. Ils sont rejoints en 1902 par un ancien joueur écossais du Standard Athletic Club de Paris, âgé de 33 ans : Adam Ferris. Outre ses qualités footballistiques, ce dernier apporte sa précieuse expérience et ses contacts aux Rouennais. En 1903, le Stade français, club réputé de la capitale, est balayé 6-0 en match amical.
Capitaine de l'équipe, Robert Diochon devient une première fois président du club en 1906, tout en restant joueur, alors que le club tente l'aventure omnisports sous l'appellation « Sporting Club rouennais » le temps d'une saison. Remplacé un temps par le gardien de but Maurice Cousinard, il retrouve le poste en janvier 1908, pour ne plus le quitter pendant quarante-cinq ans. Le 23 mars, le FC Rouen remporte son premier titre face à l'Union athlétique du lycée Malherbe Caen, champion de Basse-Normandie, en finale du championnat de Normandie USFSA où ils remplace Le Havre Sports. En septembre le club opte pour un nouveau terrain, le « Petit-Trianon », situé rue d'Elbeuf à Rouen.

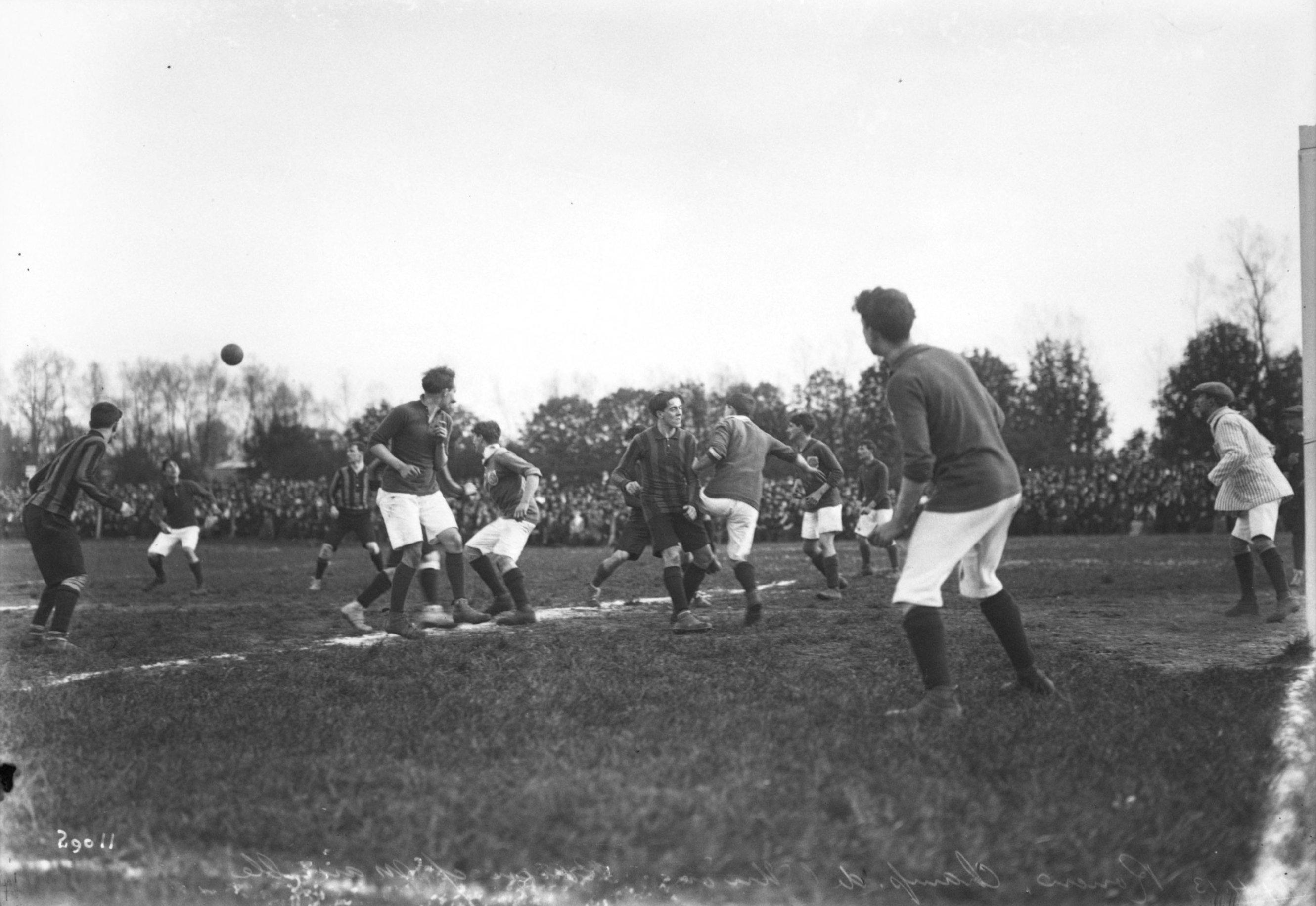
Finale du championnat de France USFSA 1913 entre le FC Rouen et le SH Marseille.

En 1910, le FC Rouen inaugure une période de grand succès en décrochant à la régulière son premier titre du championnat de Normandie USFSA, qui échappe pour la première fois à un club havrais. Ce titre passe notamment par deux victoires face au Havre AC, dont une à domicile (3-2) devant une affluence record de 800 spectateurs. Les « Diables rouges », ainsi qu'on commence à les surnommer, conservent ce titre cinq saisons d'affilée, et gagnent ainsi autant de tickets pour le championnat de France USFSA. Pour leur première participation, les Rouennais sont battus au premier tour par les joueurs d'Amiens (2-1). La saison suivante, ils prennent leur revanche sur ces derniers (6-1), éliminent le Racing Club de Reims (5-1), l'Olympique lillois (4-1) et ne sont battus qu'en demi-finale par le Racing Club de France (2-1), à l'issue d'un match serré. En 1912, les Rouennais sont éliminés en quart de finale par l'Union Sportive Tourquennoise. En 1913, le club accède enfin à la finale du championnat grâce à ses victoires sur Amiens, Lille et le Club athlétique de la Société Générale (1-0). Le 27 avril, les Rouennais défient le Stade helvétique de Marseille au stade des Bruyères, devant une foule record de 6 923 spectateurs payants, mais ils s'inclinent 1-0 en fin de prolongation en dépit de leurs nombreuses occasions. Ils remplacent leurs vainqueurs pour le Trophée de France 1913, compétition organisée par le Comité français interfédéral, dont ils sont éliminés par le Vie au Grand Air du Médoc (2-1) en demi-finale. Au cours de la saison 1913-1914, le club, dont le succès populaire est croissant, obtient la concession du terrain des Bruyères, officiellement inauguré en 1917, bientôt connu comme l'un des plus beaux stades du pays. Le déclenchement de la Première Guerre mondiale va couper l'élan prometteur du « FCR », le club perdant comme ses concurrents un certain nombre de joueurs au combat (parmi lesquels André Montreuil) et intégrant temporairement de nombreux joueurs anglais. En février 1915, Ferrys joue à plus de 45 ans son dernier match à Rouen.

#### Domination en championnat de Normandie (1919-1933)
À la fin de la guerre, le FC Rouen retrouve une position dominante sur le football régional, d'autant que la construction de véritables tribunes fait du stade des Bruyères une enceinte réputée. Devancé par le HAC en 1920 et 1921, le club rouennais remporte cinq titres de champion de 1922 à 1929. En 1922, les Rouennais terminent la saison en tête, à égalité de points avec leurs voisins de l'US Quevilly ; la finale organisée pour l'occasion est remportée sur terrain neutre par les Diables rouges (1-0). Les Rouennais découvrent également la Coupe de France à partir de la 3e édition de 1919-1920, où ils tentent de connaître le même succès national que leurs aînés. Ils y réalisent des parcours de qualité mais sont éliminés trois années d'affilée en demi-finale par le Red Star (2-1), le FC Sète (1-0) et l'Olympique de Marseille (3-1), entre 1922 et 1924. En juin 1924, quatre ans après le forfait de dernière minute du gardien de but Maurice Cousinard, le défenseur Jacques Canthelou devient le premier rouennais à être sélectionné en équipe de France, à l'occasion d'un match contre la Hongrie organisé au Havre. Il est imité quelques mois plus tard par l'attaquant Félix Pozo.

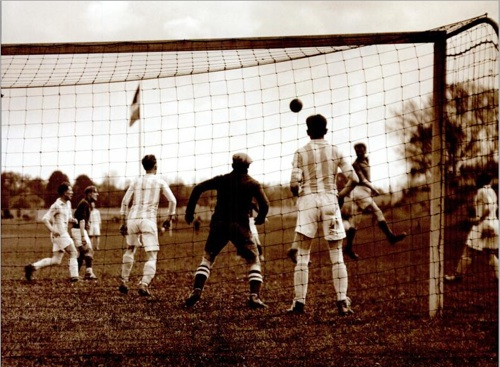
Finale de la Coupe de France en 1925.

En 1925, le FC Rouen atteint enfin la finale de la Coupe de France, où il doit affronter le CASG Paris au stade de Colombes. Le 26 avril, l'équipe normande ouvre le score par Marcel Boulanger avant d'être rejointe en deuxième mi-temps. En dépit de deux buts refusés par l'arbitre, aucune équipe ne parvient à prendre l'avantage, malgré deux prolongations de trente minutes,. Une deuxième finale est organisée le 10 mai : les Parisiens prennent l'avantage à deux reprises mais les Normands répliquent. Ces derniers s'inclinent une troisième fois sur un penalty et ne parviennent pas cette fois à revenir au score. La déception est grande et les années suivantes sont plus difficiles, les Rouennais abandonnant à leurs rivaux le titre régional en 1926 et 1928.
Au début des années 1930, le FC Rouennais reçoit le renfort de plusieurs jeunes joueurs de talent, dont Jean Nicolas, Bernard Antoinette et Roger Rio, issus de l'équipe du lycée Corneille. En mars 1930, Nicolas, à seulement 16 ans, inscrit un but décisif face au Havre AC, qui offre le championnat de Normandie aux siens : c'est le début d'une très grande carrière, qui en fera le meilleur buteur de l'équipe de France. Sous la direction du Hongrois Zoltan Vago, arrivé en 1930, le FCR domine le championnat de Normandie en 1930, 1931, 1932, et atteint les quarts de finale en Coupe de France cette dernière saison.

### La découverte du professionnalisme (1933-1960)
En juillet 1930, le conseil national de la Fédération française de football vote (à 128 voix contre 20) la création d'un championnat de France de football professionnel. Les Rouennais sont invités à participer à la première édition en 1932-1933, mais déclinent l'invitation le 14 mars 1932, le président Diochon voyant cette évolution avec méfiance,. Malgré leur statut amateur, les Rouennais forment l'une des équipes les plus redoutables du pays : en 1932-1933, les Rouennais écrasent le championnat de Normandie (treize victoires et un nul en quatorze rencontres), les supporters du Havre AC incendiant même leur stade de la Cavée Verte après une défaite 6-1 lors du derby. Leurs performances sont telles que Jean Nicolas et Roger Rio sont sélectionnés en équipe de France le 12 février 1933 face à l'Autriche, une des meilleures équipes de l'époque, bientôt imités par Marceau Lherminé en juin.

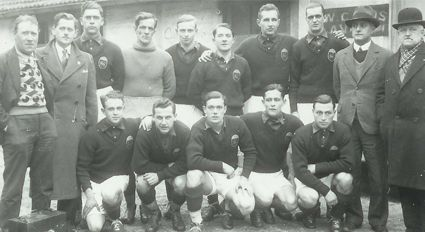
Premier groupe professionnel du FC Rouen (1933).

Le 26 mars 1933, le FC rouennais décide finalement d'adopter à son tour le statut professionnel ; il rejoint le groupe Nord de la deuxième division nouvellement créée. Le 3 septembre, les Rouennais disputent leur premier match contre le Club français : les Parisiens sont corrigés 12-3, avec six buts de Nicolas. Deux mois plus tard, pour le derby face au Havre AC, devenu également professionnel, 16 040 spectateurs payants se rassemblent, un record en championnat de France, pour voir les Rouennais l'emporter 5-1, avec un nouveau quadruplé de Nicolas. Finalement le club termine deuxième derrière le Red Star, avec le même nombre de points mais avec un goal average défavorable (malgré une différence de buts en sa faveur). Nicolas termine meilleur buteur avec 54 buts en 26 matchs. Militant pour une promotion directe du second, les dirigeants refusent de participer aux barrages de montée organisés par la fédération, auxquels Nicolas et Rio, retenus pour la Coupe du monde, ne peuvent participer, et voient finalement le FC Mulhouse et le RC Strasbourg, respectivement 3e et 4e de la poule, obtenir leur billet pour l'élite.

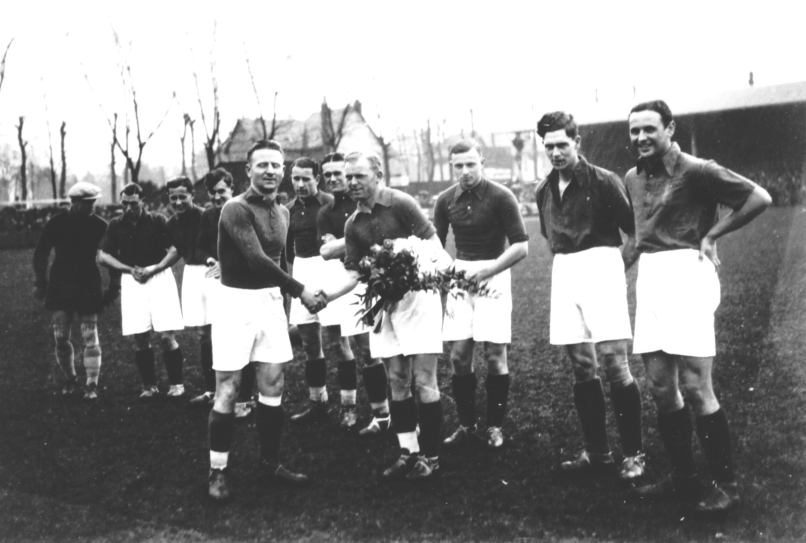
Cérémonie d'avant match pour la naturalisation du Rouennais Matthieu André.

En 1934, les équipes de D2 sont réunies dans une poule unique. Pour leur deuxième saison à ce niveau, les Rouennais font la course en tête avec le FC Metz et l'US Valenciennes-Anzin. Le 26 mai, ils reçoivent les Lorrains pour un match capital. Scandalisé par les décisions arbitrales, le public envahit le terrain avant la fin du match, qui est donné perdu sur tapis vert par la fédération. Les Normands terminent finalement le championnat à la troisième place et doivent rester un an de plus en D2. La saison suivante est la bonne : le 7 juin, la montée en première division est officialisée et le FC Rouen remporte finalement le championnat, obtenant enfin une place dans l'élite qui semblait devoir lui revenir logiquement depuis plusieurs saisons. Jean Nicolas est pour la troisième saison consécutive meilleur buteur de D2, avec 45 réalisations, sur les 119 inscrits par son équipe.
Pour leur première saison dans l'élite, les Rouennais réalisent des débuts tonitruants et pointent en tête du championnat en janvier, entre les 17e et 21e journées. Alors que l'équipe de France s'apprête à recevoir l'Autriche en janvier 1937, Nicolas et Rio sont rejoints chez les Bleus par leurs coéquipiers Michel Payen, Bernard Antoinette et Mathieu André,. Les Diables rouges terminent la saison à la 4e place, à trois points du champion (l'Olympique de Marseille), et atteignent les demi-finales de la Coupe de France, dont ils sont éliminés par Strasbourg. Le stade est agrandi cet été-là, sa capacité atteignant 20 000 spectateurs. En championnat, les Rouennais rééditent la performance l'année suivante, au cours duquel Jean Nicolas finit meilleur buteur (avec 26 buts, dont un record de sept buts au cours du même match contre Valenciennes le 1er mai 1938). Sélectionné pour la Coupe du monde 1938, Nicolas inscrit au premier tour un doublé décisif face à la Belgique, battue 3-1.
La troisième saison dans l'élite du FC Rouen, privé de ses Autrichiens pour des raisons politiques et devant faire avec un Jean Nicolas amoindri, est beaucoup plus difficile ; mais les Normands parviennent à assurer leur maintien. À tout juste 26 ans, Jean Nicolas arrête là son exceptionnelle carrière de buteur à Rouen, avec 195 buts en 159 matchs de championnat sous le maillot rouge ; il est alors le meilleur buteur de l'histoire de l'équipe de France avec 21 buts en 25 sélections. Pour retrouver le haut du tableau, le président Diochon recrute notamment dans les clubs parisiens l'entraîneur anglais George Kimpton et l'attaquant espagnol José Mandaluniz. La Seconde Guerre mondiale interrompt les compétitions officielles : en tête du championnat de « zone Nord » en avril 1940, le FCR est déclaré vainqueur par la Fédération française alors que la compétition n'est pas achevée. Interné par l'occupant nazi l'année suivante, Kimpton est remplacé par son joueur Edmond Delfour, ancien international français. Bénéficiant d'une ossature de joueurs français, le FC Rouen peut aligner une des meilleures équipes de la moitié nord de la France, qui termine trois années d'affilée à la deuxième place du championnat en 1941, 1942 et 1943. Les Rouennais atteignent par ailleurs les demi-finales en Coupe de France en 1940 (défaite face au RC Paris), puis les demi-finales de la zone occupée à deux reprises en 1941 (défaite face aux Girondins ASP) et 1943 (défaite face au Stade français-CAP). La folklorique saison 1943-1944, organisée par le Ministère du Colonel Pascot, fait figure d'exception : le FC Rouen, comme tous les autres clubs du pays, étant intégré d'office dans une sélection régionale (en l'occurrence l'équipe fédérale Rouen-Normandie), où Jean Nicolas retrouve ses anciens coéquipiers pour quelques mois. Le 19 avril 1944, le siège du club est détruit lors des bombardements alliés sur la ville.
En 1944-1945, un championnat est organisé malgré la confusion due à la libération de la France. Les coéquipiers de l'inusable Rio, dirigés par Kimpton, de retour sur le banc, remportent le groupe Nord, et se qualifient ainsi pour la finale nationale organisée le 24 juin 1945 à Colombes. Ils y battent largement le Lyon OU, vainqueur du groupe Sud (4-0). Ce titre de champion de France n'est cependant pas validé par la Fédération française de football, du fait des multiples recours déposés tout au long de la saison par les clubs face aux difficultés d'organisation.
Ce succès promet des lendemains heureux pour le club, malgré le départ de l'attaquant José Mandaluniz et de l'entraîneur Kimpton, remplacé par son compatriote Ernest Payne. Après une saison 1946-1947 catastrophique, marquée notamment par la suspension du gardien de but Alfred Dambach pour six mois pour avoir frappé l'arbitre, le FCR termine à la dernière place du championnat et retrouve la Division 2. Alors que l'objectif déclaré est une remontée rapide, les Rouennais vont rester plus d'une décennie dans l'antichambre de l'élite. La saison 1948-1949 est particulièrement serrée : au coude à coude avec le Havre AC et le RC Lens en tête du championnat, les Rouennais battent les premiers lors d'un derby passionné le 8 mai, devant 20 840 spectateurs (2-0), mais s'inclinent la semaine suivante face aux Lensois. Preuve de la tension au club, les dirigeants licencient le gardien de but Dambach, suspecté de s'être laissé corrompre au cours de ce dernier match. En fin de saison, Lens remporte le championnat et retrouve l'élite. En 1951, l'emblématique capitaine Roger Rio tire sa révérence sur une victoire sur le FC Sète en match de barrage, qui s’avère cependant insuffisante pour assurer la remontée des Diables rouges en première division.
En 1951, les dirigeants décident de renouveler complètement l'effectif, dont seuls trois joueurs sont conservés (Max Schirschin, Bernard Lelong et François Wicart). En vain. Incapable de retrouver l'élite, le FC Rouen va souffrir alors d'une instabilité chronique, que ce soit dans l'effectif professionnel ou dans la direction sportive. En 1953, la disparition du paternaliste Robert Diochon, président depuis 1908, laisse le club orphelin ; une direction tournante s'institue entre René Monin, le vice-président de Diochon et « pompier de service » du FCR, le docteur Auguste Duchêne et Marceau Dècle. À la peine en championnat, les Rouennais se distinguent en coupe de France : ils atteignent les demi-finales en 1952, après avoir battu le Havre AC au Parc des Princes puis l'US Quevilly au Havre, et les quarts de finale en 1954, après avoir éliminé notamment le Lille OSC en 8e de finale.
En 1954, Robert Lacoste, un entraîneur expérimenté de D2 française, est recruté pour concrétiser les ambitions de remontée. En dépit du renfort de l'attaquant international autrichien Ernst Melchior en 1954, les résultats en championnat sont décevants. En 1956, le FC Rouen termine à la 16e place de deuxième division, son pire classement depuis l'adoption du statut professionnel. Face aux difficultés financières croissantes du club, Lacoste appuie le travail de formation, qui se traduit par les bonnes performances des jeunes rouennais en Coupe Gambardella. En 1957, le président Monin doit démissionner, M. Dècle lui succède. Pour rétablir les comptes, les dirigeants doivent céder leurs éléments les plus prometteurs, comme le jeune international junior François Heutte à Lille OSC parti pour un montant record de 16 millions de francs, quelques années après celui de Bernard Lelong au Racing Club de Paris. La saison 1959-1960 est enfin la bonne : les Diables rouges de Max Schirschin, un ancien du club nommé entraîneur en 1958, renforcés par le recrutement à mi-saison du meneur de jeu argentin Rubén Bravo, bénéficient de l'opportunisme de Claude Corbel, meilleur buteur du championnat. Ils terminent à la troisième place et obtiennent ainsi le retour du club dans l'élite, officialisé le soir d'une victoire sur l'Olympique de Marseille fêtée devant 18 806 spectateurs,.

### Une décennie parmi l'élite (1960-1970)
Le FC Rouen retrouve donc la Division 1 en 1960, sous la direction de Schirschin. Il y rejoint notamment le Havre AC, promu l'année précédente. Les expérimentés Bruat, Sbroglia, Dalla Cieca et Manolios renforcent le groupe. Après un début de saison délicat, les Rouennais remontent progressivement au classement, grâce notamment à une victoire au Havre en octobre. En avril 1961, le stade Diochon enregistre une affluence record de 22 805 spectateurs pour la victoire lors du match retour contre les Havrais (3-1). Le mois suivant, c'est au tour du Stade de Reims, tenant du titre, de chuter en Normandie, de sorte que les Diables rouges concluent le championnat à une inattendue 4e place. Après cette belle saison, les dirigeants nourrissent l'ambition d'élever le club rouennais au sommet du championnat, qui est vite déçue. Cependant l'équipe confirme sa solidité lors des deux saisons suivantes, terminées respectivement aux 9e et 8e rangs, après des saisons tranquilles. En mai 1962, un projet de fusion des clubs havrais -relégué de D2 en 1962- et rouennais au sein d'un « FC Normandie » est étudié par les dirigeants, mais ne se concrétise pas,.
En 1961-1962, Rouen participe à l'éphémère Coupe anglo-franco-écossaise, l'emportant contre Third Lanark 6-1 en score cumulé.
En 1963, les dirigeants cassent leur tirelire pour faire venir l'attaquant international français Yvon Goujon, pour 350 000 francs. Les débuts sont intéressants, et à l'automne 1963, l'ailier Jean-Louis Buron et lui sont sélectionnés à plusieurs reprises en équipe de France. Mais l'ambiance dans le groupe pâtit bientôt des conflits entre la star Buron, connu pour son caractère fort, et l'entraîneur Max Schirschin. Le club plonge dans les profondeurs du classement ; malgré son œuvre, Schirschin est écarté par le président Paturel et remplacé par Paul Levin. Ce changement est heureux puisque les résultats s'améliorent suffisamment pour assurer le maintien des Rouennais, qui terminent au 14e rang. Par ailleurs, les Diables rouges se qualifient pour les quarts de finale de la Coupe de France, dont ils sont éliminés par Valenciennes, et disputent la finale d'une nouvelle compétition baptisée coupe de la Ligue (non reconnue aujourd'hui), qu'ils perdent face au RC Strasbourg sur son terrain, après avoir écarté le FC Nantes et l'AS Saint-Étienne. Enfin, ils se montrent dignes de l'invitation à disputer l’International football cup (connue aussi comme la Coupe Rappan), une compétition européenne ouverte aux clubs ayant terminé aux places d'honneur de leurs championnats respectifs. En poule, les Rouennais prennent le dessus sur Venezia Calcio et le Lierse SK, éliminent le Bayern Munich en huitième de finale (3-2 ; 4-2) puis le Standard de Liège (3-0 ; 3-3). En demi-finale, en mai 1964, les Normands s'inclinent face au Slovnaft Bratislava, tenant du titre et futur vainqueur,. Quelques mois plus tard, le club reçoit le grand Real Madrid en amical pour fêter l'ouverture de sa nouvelle tribune d'honneur.
Le club connaît par la suite plusieurs saisons difficiles, qui le voient flirter avec la relégation - en 1965, le club ne sauve sa place dans l'élite qu'après un barrage victorieux face à Limoges. Ces mauvais résultats réduisent le public et grèvent l'équilibre budgétaire du club, obligé de laisser partir les Buron et Manolios en 1965, Destrumelle, Goujon et Phelipon l'année suivante… René Vernier remplace Paul Lévin en 1965. Le recrutement, réalisé à l'étranger, déçoit. Fin 1967, le FC Rouen est dernier du championnat et accuse un déficit d'environ 850 000 francs. Face au refus de la mairie d'aider le club, le groupement des clubs professionnels intervient financièrement pour sauver les Rouennais du dépôt de bilan. Alors que les Rouennais, bons derniers, semblent promis à la relégation en fin de saison, ils signent en mars une victoire inattendue sur l'AS Saint-Étienne, le leader, qui est le déclencheur d'une étonnante remontée au classement. Grâce au maintien arraché par les joueurs, le regain de popularité de l'équipe dans la ville et le retour aux commandes des fidèles René Monin et Robert Lenoble, la mairie intervient finalement et sauve financièrement le club, promis sinon à une relégation administrative. Le remplacement de René Vernier par André Gérard ne casse pas la belle dynamique. Gonflés par leurs derniers résultats, les coéquipiers des jeunes André Betta (dernier Rouennais à être sélectionné en équipe de France en novembre 1968) et Réginald Dortomb, renforcés par l'international tchécoslovaque Tomáš Pospíchal et l'ailier Dominique Rustichelli, réalisent une saison 1968-1969 de toute beauté, terminant de nouveau à la 4e place du championnat.
Qualifiés pour la Coupe des villes de foires 1969-1970, les Rouennais éliminent le FC Twente (2-0 à Rouen, 0-1 aux Pays-Bas), puis le Royal Charleroi SC (3-1 en Belgique, 2-0 au retour à Rouen, victoire d'après la règle des buts marqués à l'extérieur), ce qui leur offre l'honneur de défier les Londoniens d'Arsenal FC en huitième de finale. Le 17 décembre, à Diochon, les Normands ne se laissent pas impressionner par les Anglais mais ne parviennent pas à inscrire de but. Au match retour, regroupés autour de leur jeune gardien Pierre Rigoni, ils résistent plus de 80 minutes avant de céder face à Jon Sammels. Le club anglais est le futur vainqueur de l'épreuve.
Ce glorieux épisode ne permet cependant pas au club de combler son déficit financier. Malgré une honorable douzième place en championnat, le club cumule un déficit de 750 000 francs qui paraît impossible à combler. Il est relégué administrativement en deuxième division et doit céder ses meilleurs joueurs.

### Les années D2, jusqu'à la première chute (1970-1995)
Quand le FC Rouen retombe en deuxième division en 1970, il intègre un championnat élargi de 16 à… 48 clubs, répartis en trois groupes dont seuls les vainqueurs accèdent à la première division. Le groupe B réunit entre autres les quatre meilleures équipes de Normandie : le FC Rouen, mais aussi le Havre AC, le Stade Malherbe Caen et l'US Quevilly. Dirigés par Roger Rizzi, un ancien joueur du FCR devenu membre du staff technique du club, les Rouennais livrent un duel au couteau avec le Paris Saint-Germain, né quelques mois plus tôt de l'union du Stade Saint-Germain et du Paris FC. Les Parisiens remportent une victoire décisive à Diochon lors de l'avant-dernière journée (1-3) et laissent les Rouennais finir à la deuxième place. Le nouveau président Jean Duquesne remplace Rizzi par un autre néophyte, l'ancien Diable rouge Pierre Tournier, que les mauvais résultats poussent rapidement vers la sortie. On rappelle Max Schirschin, qui ramène l'équipe dans le haut du tableau. Mais la situation financière du club reste critique. Le quotidien du club n'est alors pas de tout repos : devant le refus de la mairie d'aider davantage le club, Duquesne demande la rétrogradation de l'équipe en Division 3 à l'été 1972. René Monin fait son retour à la présidence et recrute Ernst Melchior comme entraîneur : ils sont respectivement les 3e président et 4e entraîneur du FCR en un peu plus de deux ans.
Finalement le club peut repartir en D2, réduite à deux groupes de 18 équipes. Quelques mois plus tard les joueurs de l'équipe première, qui ne sont plus payés, font grève avec le soutien de l'Union nationale des footballeurs professionnels, ce qui oblige le club à aligner sa réserve face au Mans. En Coupe de France, les Rouennais atteignent les quarts de finale ; vainqueurs nets de l'Olympique avignonnais au match aller à Diochon (2-0), ils semblent en bonne position pour se qualifier mais ils s'effondrent finalement au retour (6-0). Confronté à la situation désespérée du club, Monin obtient l'aide financière de la mairie de Rouen (de l'ordre de 500 000 francs), grâce à l'entremise du maire Jean Lecanuet.
La nouvelle stabilité du club permet l'amélioration de ses résultats. Troisièmes en 1974, les Diables rouges défient l'AS Monaco en huitième de finale de la Coupe de France mais doivent s'incliner. En fin de saison, le jeune et talentueux défenseur Didier Notheaux part en première division, ce qui permet le renfort de l'ancienne star de l'US Quevilly, l'attaquant international Daniel Horlaville. Au coude à coude avec l'US Valenciennes-Anzin toute la saison 1974-1975, les Rouennais doivent finalement se contenter de la deuxième place du fait des points de bonus offensifs en vigueur à cette époque. Ils disputent un barrage de montée à l'Olympique avignonnais ; battus 3-0 à l'aller, les Normands mènent 2-0 au retour à Diochon à quinze minutes de la fin du match mais ne parviennent pas à inscrire un troisième but,. Pendant l'été, alors que le club a assaini ses finances, un projet de fusion avec l'US Quevilly, en situation de faillite, est repoussé par les dirigeants rouennais. Malgré le départ en cours de saison de l'entraîneur Melchior, remplacé par Robert Vicot, l'équipe termine au 4e rang l'année suivante.
En 1976-1977, deux entrepreneurs, Michel Axel et Michel Benguigui, s'offrent le club et investissent largement. Le club connaît une saison pleine d'émotions : alors qu'ils se battent en tête de leur poule, les Rouennais accèdent aux huitièmes de finale de la Coupe de France où le tirage au sort leur offre de défier l'AS Saint-Étienne, triple champion de France en titre et finaliste malheureux de la dernière Coupe d'Europe des clubs champions. Le 8 avril, 23 532 spectateurs voient les Diables rouges accrocher les Verts (1-1) lors du match aller, battant par la même occasion le record d'affluence au stade Robert-Diochon,. Les Normands sont battus dans le Forez au retour et logiquement éliminés. Quelques semaines plus tard, la deuxième place en D2 est acquise, qui les qualifie pour le barrage de montée face au FC Gueugnon. Battus 2-1 en Bourgogne, les Rouennais l'emportent 3-0 au retour à Diochon, le 10 juin, et obtiennent leur retour dans l'élite,.
Les dirigeants voient grand et annoncent leur objectif de jouer la coupe d'Europe en trois ans, d'autant que Lecanuet promet un effort financier de la mairie. Le club recrute largement en début de saison. Un an plus tard, c'est la douche froide : le FC Rouen termine bon dernier de Division 1, malgré le recrutement à prix d'or de l'entraîneur yougoslave Milorad Pavic en cours de saison. Placé en liquidation judiciaire avec un déficit estimé à 5 millions de francs, le club est renfloué par les dirigeants qui sauvent ainsi la place de l'équipe en deuxième division. Arrivé l'année passée dans le staff, Daniel Druda, joueur emblématique des années 1960, est nommé entraîneur. Malgré les ambitions du président Axel, ses joueurs ne parviennent pas à se mêler à la lutte pour l'accession à l'élite. Face au refus de la mairie d'aider davantage le club, le président Michel Axel démissionne à l'été 1979.
René Monin est appelé pour la quatrième fois à la tête du FCR. Après une première saison sans saveur, il procède au retour de Robert Vicot pour remplacer sur le banc l'inexpérimenté Cesto Vanzo. La saison 1980-1981 est meilleure, le FC Rouen termine 3e de son groupe, à seulement deux points des barrages de montée, en dépit du départ rocambolesque et inattendu des Argentins Laraignée et Martinez en novembre,. Grâce à une situation financière assainie, le groupe, qui bénéficie déjà de l'éclosion des jeunes Drieu et Buisine notamment, peut être renforcé : après le gardien de but Bensoussan en 1980, Beltramini, Desbouillons, Malbeaux arrivent comme titulaires. La saison 1981-1982 est un succès : le FC Rouen décroche la promotion tant désirée en première division en terminant en tête de son groupe. Pour le match décisif remporté face au Stade français, 6 000 supporters font le déplacement au stade Bauer de Saint-Ouen. Lors du match des champions opposant les vainqueurs des deux groupes, les hommes de Robert Vicot l'emportent face au Toulouse FC à Diochon (3-2), mais s'inclinent 2-1 au retour et abandonnent le titre de champion selon la règle des buts marqués à l'extérieur.
Pour son retour dans l'élite, le FC Rouen connaît une saison difficile, notamment à l'extérieur où il enchaîne les déceptions. L'équipe parvient à assurer son maintien lors de la dernière journée, en terminant un point au-dessus du Tours FC, grâce notamment aux 19 buts de Jean-François Beltramini et à ses excellents résultats à Diochon : le club n'est battu à domicile que le 1er avril 1983 par l'AS Saint-Étienne, après trois ans et demi d'invincibilité en championnat, soit 54 matchs. En Coupe de France, les Rouennais sont éliminés au stade des quarts de finale par le Lille OSC, vainqueur 2-0 à l'aller et défait sur la plus petite des marges à Rouen. Les Diables rouges ont pu compter sur le soutien de près de 13 000 spectateurs de moyenne à Diochon. Enfin le club inaugure son centre de formation le 9 janvier 1983, construit sous l'impulsion de son entraîneur.
L'équipe parvient à se maintenir pendant trois années dans l'élite, signant lors de la saison 1983-1984 de nouveaux exploits à domicile, où sont battus les Girondins de Bordeaux (champion en fin de saison), l'AS Monaco (deuxième), l'AJ Auxerre (3e), le FC Nantes (6e), le FC Sochaux (7e) et l'AS Nancy-Lorraine, battu 7-1 grâce au quintuplé de Jean-François Beltramini. Le gardien de but rouennais Michel Bensoussan est sélectionné avec l'équipe de France pour les Jeux olympiques d'été de 1984, dont il rapporte la médaille d'or. Le président Monin, à 75 ans, cède définitivement sa place à son adjoint Bernard Quesnel dans un climat relativement optimiste.
La saison 1984-1985 va pourtant se révéler catastrophique : Rouen, qui a perdu à l'intersaison son meneur de jeu Djamel Tlemçani, s'enfonce rapidement dans la zone de relégation. Beltramini, 37 ans, est écarté du groupe en cours de saison après des performances irrégulières et des déclarations malvenues dans la presse. En interne, les dissensions, notamment au sujet de la prolongation du contrat de Robert Vicot, polluent l'atmosphère. Finalement les joueurs arrachent la 18e place, qui leur offre une chance de se sauver face au Stade rennais, en barrage. Vainqueur 1-0 en Bretagne, le FCR s'incline sur le même score à Diochon et perd sa place dans l'élite à l'issue d'une dramatique séance de tirs au but (7-6).
Le club relégué, de nombreux joueurs partent. L'entraîneur Robert Vicot est nommé manager général, François Bracci arrive comme entraîneur-joueur. Le président Quesnel démissionne en septembre et cède sa place à Maurice Touboul, dont l'ambition est la remontée immédiate. Mais la saison suivante tourne à la débandade, l'équipe ne parvenant pas à s'extraire de la zone de relégation. Vicot est licencié. À mi-saison, la direction démissionne en bloc. Une dernière défaite à Orléans plonge les Rouennais à la 17e place du groupe B. Le club est relégué en Division 3, un niveau qu'il n'a jamais connu depuis qu'il a adopté le statut professionnel en 1933.
La Division 3 est alors un championnat divisé en six groupes, mélangeant clubs amateurs et réserves d'équipes professionnelles, dont celle du FC Rouen. La relégation de l'équipe première conduit à la relégation de la réserve. Le président de la Ligue de Normandie, André Sauvage, prend la tête du club. Il fait appel à l'ancien Diable rouge Arnaud Dos Santos comme entraîneur, dont la mission est d'exploiter les produits du centre de formation, encadrés par quelques fidèles comme Gilles Rolland. L'équipe termine au 2e rang du groupe Nord derrière la réserve du Paris SG et obtient ainsi son retour immédiat en D2.
De retour dans l'antichambre de l'élite, les Rouennais s'installent dans la première partie de tableau, grâce notamment au recrutement du meneur de jeu international tchèque Karel Jarolím et de Patrick Martet, meilleur buteur de D2 avec 26 buts pour sa seule année à Rouen. 4e en 1988 puis 11e en 1989, le FC Rouen obtient notamment de très bons résultats à Diochon, réputé imprenable. Lors de la saison 1989-1990, les Diables rouges arrachent la troisième place du groupe B, portés par le brio de leur duo d'attaque Orts-Peltier. Qualifiés pour les barrages de montée, ils ne peuvent rien faire sur le terrain du RC Strasbourg, vainqueur 2-0.
En 1990, le président Sauvage cède son poste à l'industriel Claude Batel. L'entraîneur Arnaud Dos Santos parti au RC Lens, l'ancien entraîneur du Stade quimpérois Pierre Garcia est recruté. Le début de saison est catastrophique : Batel démissionne et laisse sa place à Michel Guez, adjoint du maire Jean Lecanuet. Les Diables rouges pointant au dernier rang après quinze journées, Garcia est remercié et l'ancien joueur Daniel Zorzetto nommé entraîneur dès le mois de novembre. L'électrochoc fonctionne, les joueurs réalisent une exceptionnelle phase retour et manquent d'un petit point une nouvelle place de barragiste. Bénéficiant de l'émergence de plusieurs jeunes prometteurs (Horlaville, Soloy et Richard notamment), le FCR manque de nouveau la montée la saison suivante en s'écroulant en toute fin de saison.
La saison 1992-1993 est un tournant : en tête du championnat toute la première partie de la saison, grâce notamment à son duo d'attaque Orts-Horlaville, le FC Rouen s'incline en janvier sur son terrain face à son dauphin, le Stade rennais, à l'issue d'un match dominé de la tête et des épaules. En mars, le club a retrouvé sa place de leader quand le tirage au sort de la Coupe de France lui offre d'affronter l'Olympique de Marseille, multiple champion de France en titre et champion d'Europe quelques semaines plus tard. Devant 17 000 spectateurs, les Normands font jeu égal avec les Provençaux, avant de s'incliner sur un penalty injustement sifflé par l'arbitre en fin de rencontre. Surtout, ils perdent sur blessure leurs deux gardiens de but, indisponibles jusqu'à la fin de la saison, qui sont remplacés par le prêt du novice Kokkinis. Christophe Lechevallier, le titulaire, ne rejouera qu'un an plus tard. La magie est brisée, les Normands terminent le championnat difficilement à la troisième place, à trois points du champion, le SCO d'Angers. Le barrage de montée leur offre d'affronter l'AS Cannes sur son terrain ; ils s'inclinent 2-1 et laissent leur adversaire du soir obtenir finalement son retour dans l'élite.
La déception est forte au FCR. L'attaquant vedette Jean-Pierre Orts, meilleur buteur du championnat les deux saisons précédentes, arrête là sa carrière et entre dans le staff technique. Sur la lancée des derniers mois, la saison 1993-1994 s'avère un long chemin de croix pour les Rouennais, qui glissent progressivement jusqu'à la 19e place du nouveau championnat unifié de Division 2. Zorzetto est licencié en janvier 1994, remplacé par Orts puis par Jean-Paul Rabier en mars, et enfin Patrick Parizon en septembre, alors que le club a été relégué en National 1 pour la saison 1994-1995. Michel Guez décide de conserver le statut professionnel. Malgré le retour de Orts sur le terrain, le club ne parvient pas à remonter. En mai, le président Guez, candidat déclaré aux prochaines élections municipales, démissionne devant le refus de la mairie de combler un déficit estimé entre 6 et 10 millions de francs,.
Le FCR dépose finalement le bilan le 7 août 1995, signant là la mort du Football Club de Rouen.

### Une reconstruction éphémère (1995-2013)
Claude Batel, bref président du FCR en 1991, ne se résigne pas à voir disparaître le club et crée, avec l'aide du journaliste Jacques Thibert et de l'ancien footballeur Bernard Gardon le « Football Club du Grand Rouen », qui reprend la licence de son prédécesseur. Le club perd son statut professionnel, les joueurs sous contrat se trouvent libres et le centre de formation ferme.
Pour la saison 1995-1996, le FC Grand Rouen repart en National 2, la 4e division nationale. Sous la direction du jeune Laurent Roussey et avec un effectif largement remanié, il y évolue deux saisons sans parvenir à remonter, et se trouve bientôt aux prises à de nouvelles difficultés financières importantes. La saison 1996-1997, qui voit les Rouennais perdre la tête de la division en fin de parcours, est ponctuée de façon dramatique par la mort du capitaine rouennais Alexandre Bès, victime d’un arrêt cardiaque au cours de l'échauffement précédant le dernier match de la saison,. Le 26 avril 1997, le président Claude Batel annonce qu'un sponsor étranger, nommé Meeting Point, est prêt à investir 80 millions de francs dans le club. Las, en septembre 1997 les joueurs ne sont plus payés et le 14 octobre, le président jette l'éponge ; le FCGR dépose le bilan.
L'équipe est cependant autorisée à poursuivre la compétition en Championnat de France amateur. Le président du Havre AC, Jean-Pierre Hureau, intervient en introduisant à Rouen l'homme d'affaires camerounais Gilbert Kadji. En décembre, le tribunal de grande instance de Rouen accepte le plan de reprise de ce dernier, qui investit 250 000 francs et rebaptise le club Olympique du Grand Rouen,. Du fait du précédent dépôt de bilan, l'OGR est cependant rétrogradé administrativement en CFA 2, le 5e échelon du football français, pour la saison 1998-1999.
Les fonds apportés par Kadji permettent cependant au club de se renforcer à l'intersaison avec des joueurs expérimentés. En 1998-1999, les Rouennais réalisent l'exploit de se qualifier pour les quarts de finale de la Coupe de France, s'y inclinant finalement à Diochon face à Sedan, futur finaliste,. Surtout, ils remportent leur poule de CFA2, assurant ainsi leur retour en CFA. Le président peine cependant à financer le développement nécessaire du club, d'autant qu'il a acquis entretemps le Football Club de Sion, en Suisse.

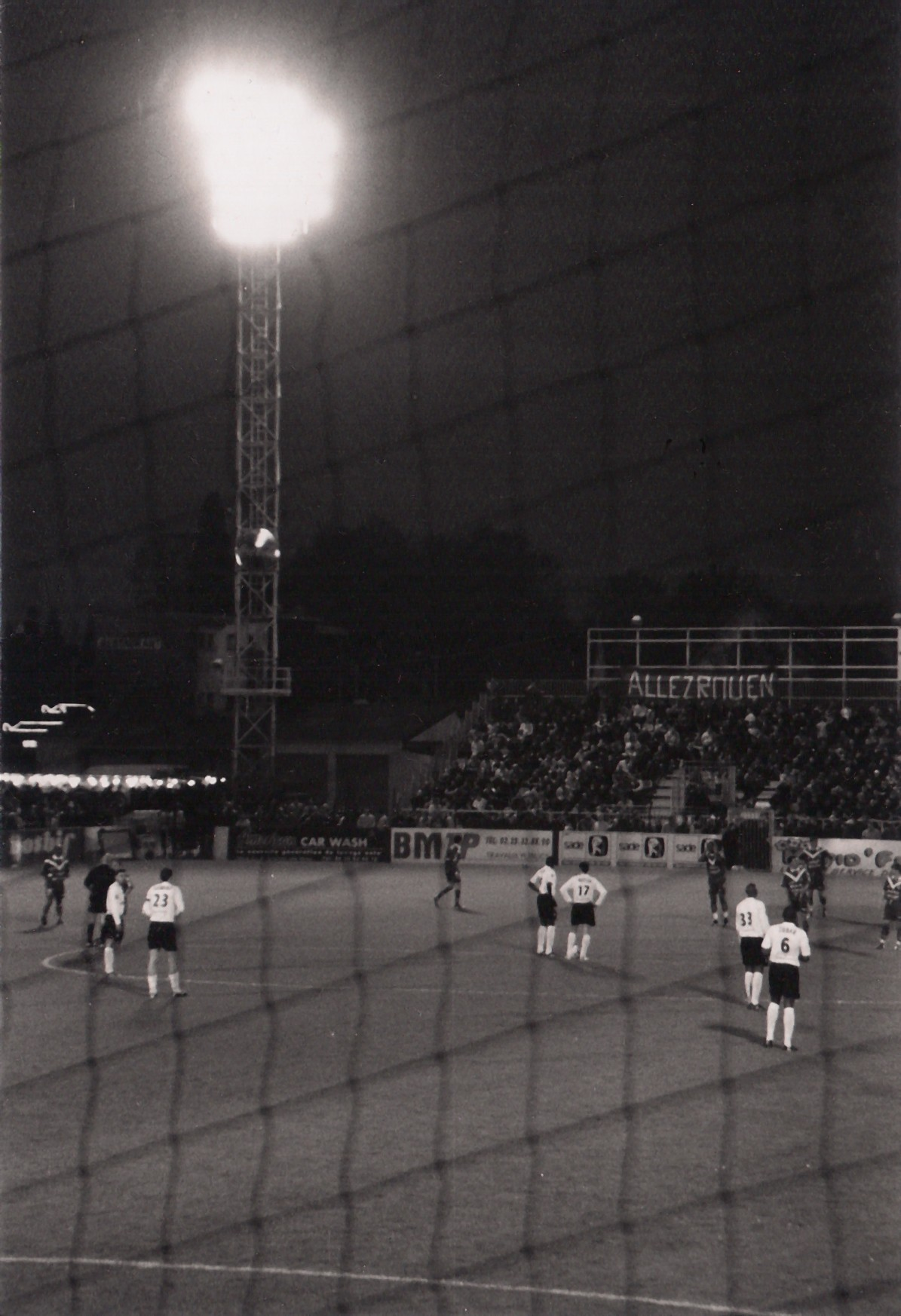
Match FC Rouen-SM Caen, 2004

En juillet 2000, Kadji est poussé à revendre le club à un entrepreneur haut-normand, René Bertin, pour 250 000 francs. Le club est renommé Football Club de Rouen 1899, retrouvant ainsi son sigle original FCR, et connaît une certaine renaissance sportive. Roussey, pas conservé par Kadji, est remplacé par Yves Brécheteau. Après trois saisons en CFA, de 1999 à 2002, le club est promu en National en tant que « meilleur 2e amateur ». Le club annonce ses ambitions en recrutant plusieurs joueurs de renom (parmi lesquels Hubert Fournier, Éric Sitruk et Philippe Chanlot) et termine à la 3e place de National au terme d'une belle saison. La montée est acquise lors du dernier match à domicile, face à Alès, devant 7 000 supporters. Le FC Rouen retrouve le professionnalisme et la Ligue 2, après dix années dans les profondeurs. Le club se renforce à nouveau : Ali Boumnijel et Marc-Antoine Fortuné rejoignent notamment l'effectif. Après un début prometteur, l'équipe, victime d'une hécatombe de blessures graves des joueurs importants, s'écroule et termine à la dernière place de Ligue 2, malgré le remplacement pendant l'hiver de Brécheteau par Jean-Guy Wallemme. La saison est seulement éclairée par une victoire de prestige face aux rivaux du Havre AC (4-0), à l'occasion de l'inauguration de la nouvelle tribune d'honneur, qui porte la capacité du stade à plus de 12 000 places. Le club aura bénéficié du soutien de près de 6 000 spectateurs en moyenne. Relégué en National, le club démarre mal la saison. Wallemme est à son tour écarté, le directeur sportif Éric Dewilder prenant sa place. Ce dernier ne parvient pas à enrayer la chute des Rouennais, qui terminent à la 19e place : le FCR retrouve le CFA trois saisons après l'avoir quitté.

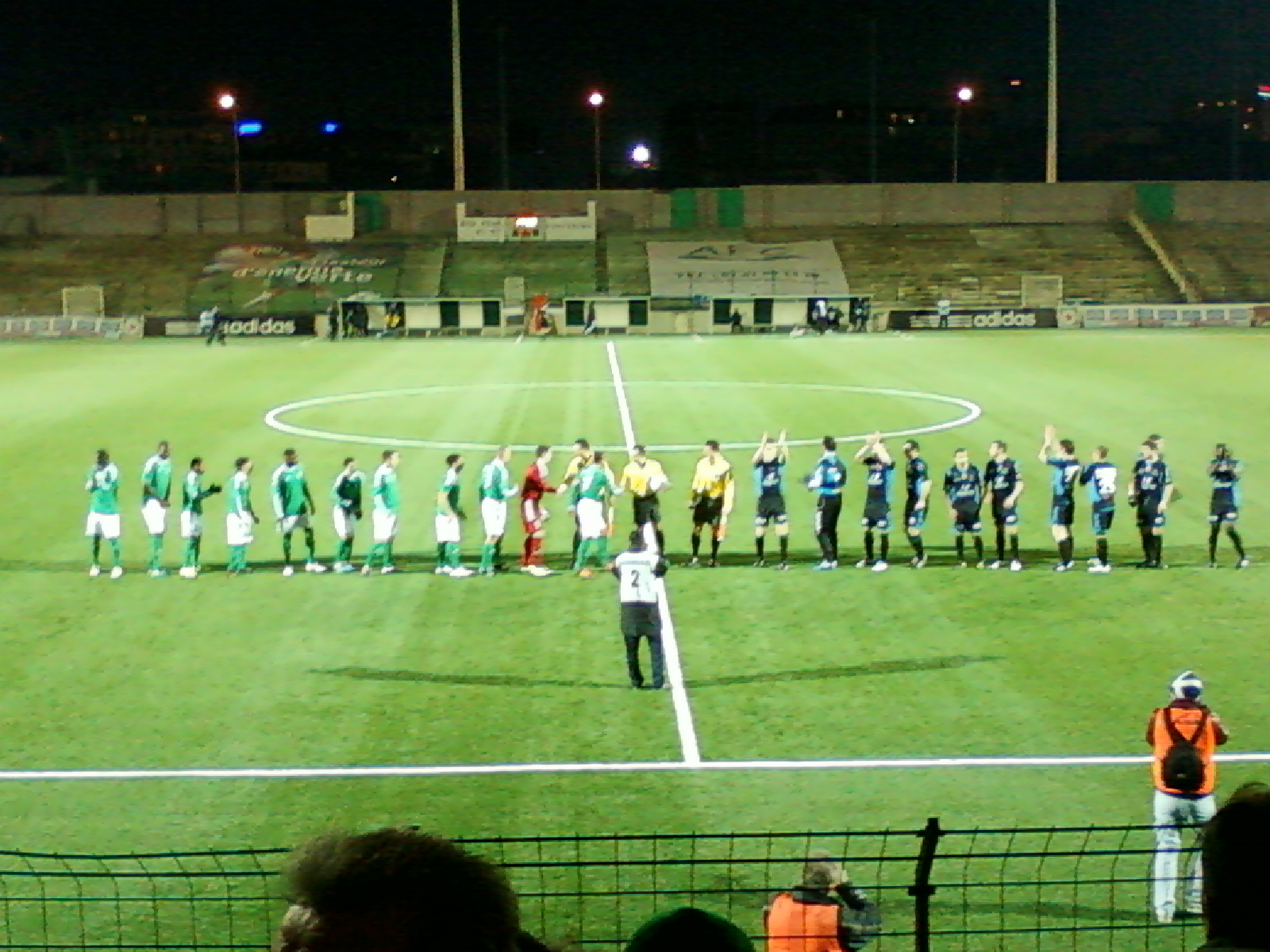
Présentation des équipes avant le match Red Star - FC Rouen (2012)

En mars 2005, Bertin cède le club à l'investisseur Pascal Darmon, qui arrive avec Walquir Mota en tant que directeur sportif et Alain Michel comme entraîneur. Quand ce dernier demande à partir à l'été 2006, Darmon fait appel à son ancien adjoint à Grenoble Éric Garcin. Les saisons suivantes, terminées à des places d'honneur, ne permettent pas au club de remonter, malgré des affluences record pour ce niveau (autour de 2 000 spectateurs de moyenne).
À l'été 2008, la direction nationale du contrôle de gestion (DNCG) prononce la relégation administrative du FCR en CFA. Confirmée en appel, la décision est finalement annulée par le comité national olympique et sportif français (CNOSF) 48 heures avant le début de la compétition. Après un début de saison sans éclat, les Rouennais réalisent une formidable remontée, qui s'achève sur une 1re place en championnat, malgré le retrait d'un point infligé par la fédération pour des raisons disciplinaires et celui de trois points par la DNCG pour des raisons financières. Le club retrouve par conséquent le championnat National. Après une première saison chaotique, mais achevée sur un maintien, les dirigeants annoncent leur objectif d'obtenir la montée en Ligue 2 en deux ans. Après une saison 2010-2011 terminée au 8e rang, le FC Rouen attaque donc l'exercice suivant en position de favori à la montée, avec l'un des plus gros budgets de la poule. Après une première partie de saison conforme aux ambitions, l'équipe s'effondre au point de perdre tout espoir de montée. En mars, Éric Garcin est licencié et remplacé par son adjoint Emmanuel Da Costa, tandis que huit joueurs sont écartés. Fin avril le club accuse un déficit de plus d'un million d'euros, qui le pousse vers le dépôt de bilan. Thierry Granturco, éphémère PDG du club resté comme actionnaire, promet d'injecter l'argent nécessaire et obtient en échange le départ du président Darmon en fin de saison. En juillet 2013, en raison de la comptabilité du club, la DNCG décide de reléguer le FCR en division d'honneur. En août, le club dépose le bilan et la trentaine d'employés du club sont licenciés.

### Un nouveau départ (2013-)
À la suite de la liquidation de la SASP, le club est relégué en Division d'honneur de Normandie. Fabrice Tardy, président de l'association depuis plusieurs années, prend la tête du club. Il nomme Hakli Dahmane entraîneur de l'équipe première, en duo avec Éric Rastell,,, avec pour objectif de reconstruire une équipe rapidement afin de jouer les premiers rôles en DH. La saison se révèle cependant difficile : les Rouennais sont rapidement distancés au classement par l'ESM Gonfreville, le futur champion. L'année suivante, l'équipe est confiée à Romain Djoubri, alors entraîneur des moins de 19 ans, avec pour objectif la montée en CFA2. Après des débuts difficiles, les « Diables Rouges » se redressent, sans parvenir cependant à rattraper Evreux FC, qui remporte le titre et la montée. Même si l'objectif initial n'est pas atteint, Romain Djoubri est reconduit sur le banc rouennais.

En avril 2015, l'US Quevilly et le FC Rouen annoncent leur rapprochement, à la suite duquel l'équipe senior de Quevilly est rebaptisée Union Sportive Quevilly-Rouen Métropole et prend possession du stade Robert-Diochon — un accord largement refusé par les supporters rouennais. L'équipe rouennaise, largement remaniée, démarre bien sa saison. Le 22 novembre 2015, à l'occasion du derby entre le FC Rouen et la réserve de l'US Quevilly, 1 500 spectateurs se rendent à Diochon, un record d'affluence pour un match en DH Normandie[réf. souhaitée]. De façon ironique, les « Diables Rouges » sont devancés en fin de saison par la réserve de l'US Quevilly, à la différence de buts. 

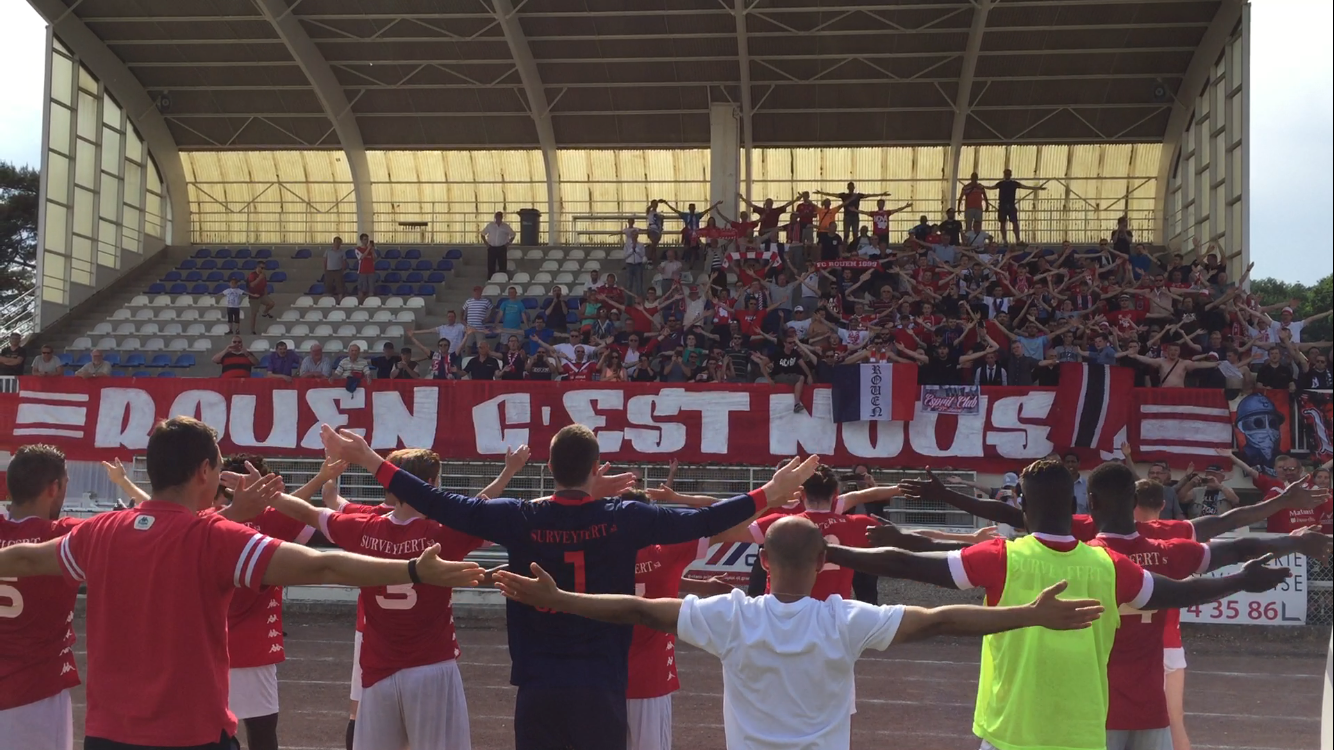
Clapping entre les joueurs et les supporters du FCR à l'issue du match FCR - Bois-Guillaume, le 28 mai 2017.

En 2016-2017, la réforme des championnats amateurs conduit à la promotion des trois premiers de DH Normandie dans le futur championnat de National 3. Les Rouennais enregistrent des résultats en dents de scie. Devancés par l'ESM Gonfreville et Pacy Ménilles, les Rouennais s'assurent cependant en fin de saison la 3e place et quittent enfin la DH.
Pour cette remontée en National 3, l'expérimenté Manuel Abreu est nommé entraîneur. Les débuts en championnat sont difficiles, mais l'équipe atteint le 8e tour en Coupe de France, où elle s'incline finalement à domicile face à Chartres (N2) devant 2 000 spectateurs. Après plusieurs défaites qui font plonger l'équipe parmi les relégables, Abreu annonce son départ. Il est remplacé par David Fouquet, qui obtient de justesse le maintien espéré.
Le 11 décembre 2017, lors de l'assemblée générale du Football Club de Rouen 1899, les licenciés votent à une large majorité (84%) la séparation définitive de l'US Quevilly Rouen Métropole, avec effet au 30 juin 2018. Le club retrouve ainsi son indépendance, et reprend notamment possession de son logo, qui figurait depuis 2015 sur celui de l'USQRM.
Le maintien acquis, David Fouquet décide de quitter le club. Il est remplacé par l'ex-Diable Rouge David Giguel qui fait ainsi son grand retour dans son club formateur après une saison pleine du côté de Déville Maromme où il est parvenu à faire monter Déville en National 3.
Pour sa première saison à la tête des Diables Rouges, le club réalise une saison exceptionnelle en dominant largement son groupe de N3. Le 11 mai 2019, le FCR s'impose 5-0 face à Pacy et valide son retour en National 2.
Pour sa deuxième saison (2019-20), cette fois en National 2, le parcours exceptionnel continue. Premier après 17 journées devant Chartres (à 4 points) et le Stade Briochin (à 5 points). De plus, en Coupe de France, soutenu par le public de Robert-Diochon, le FCR effectue un parcours très remarqué en éliminant l'US Orleans (Ligue 2), puis, en 32es de finale par le score de 3-0, le FC Metz (Ligue 1) avant d'être éliminé sur le score de 1-4 par le SCO Angers (Ligue 1) en 16es de finale.
L'arrêt du championnat lié à la pandémie de Covid-19 intervient après une mauvaise série qui a relégué le FCR en troisième position. La FFF entérine le classement de début mars 2020 et fait donc monter Saint-Brieuc, leader de ce championnat, en National.
Le coach David Giguel entame sa troisième saison à tête des Diables Rouges avec l'ambition affirmée de monter en National. Malheureusement la mayonnaise ne prend pas au sein de son effectif et le début de saison est chaotique. Le championnat est de toute façon rapidement interrompu par la pandémie.
Cette saison 2020-21 est surtout marquée par une grande agitation en coulisse. Le président Tardy est accusé par l'un de ses actionnaires (la Fédération des Culs Rouges qui regroupe les amoureux du FCR) de mener une gestion hasardeuse et de ne devoir son salut qu'à l'interruption du championnat et l'instauration du chômage partiel. Devant ces critiques amplifiées par des banderoles du groupe ultras Rouen Fans, il démissionne en mars 2021 et cède ses parts au duo Charles Maarek/Maximilien de Wailly. Ce dernier prend officiellement la présidence de la SAS fin mai 2021 malgré des projets de reprise concurrents dont celui de la Fédération des Culs Rouges porté par un système de socios.
À l'intersaison, la nouvelle direction se sépare du coach David Giguel et met en place un duo assez inexpérimenté Arnaud Margueritte/Sarafoulé Mendy à la tête de l'équipe première. Les résultats sont mitigés et le contenu des matchs assez pauvre. Lors de la trêve hivernale, alors que le club est proche des places de relégables, le duo est remercié et remplacé par l'ex-coach de Saint Brieuc Maxime d'Ornano. L'équipe finit en trombe et termine à une belle 4e place. Mais la fin de saison est marquée par le décès brutal du président Maxilimilien de Wailly survenu le 24 mars 2022. Quelques semaines après Charles Maarek le remplace à la tête du club.
L'année suivante, le FCR fait une très bonne saison et remporte le groupe A de National 2 avec 69 points. Tout au long de la saison, le club aura été au coude-à-coude avec le Racing Club de France pour l'accession à l'échelon supérieur. À la 26e journée, le FC Rouen, qui possède une avance de 2 points sur le Racing, joue le match décisif contre cet adversaire et repart de Versailles avec le match nul (0-0). Finalement, Rouen garde la place de leader et devance le deuxième, le RC France, de 10 points.
Pour la saison 2023-2024, le FC Rouen participe au championnat de National, et se retrouve même prétendant à la montée, étant 3e à la mi-championnat.
En Coupe de France, le club se qualifie en 8èmes de finale pour la première fois depuis 1999,  en battant aux tirs au but (3-3, 12-11) le Toulouse FC, tenant du titre. Le 08 février 2024, au Stade Robert-Diochon, porté par 10 000 spectateurs en folie, le club normand réalise un nouvel exploit en s'imposant à nouveau aux tirs au but face à l'AS Monaco. Le FC Rouen est finalement éliminé le 28 février en quarts de finale par Valenciennes une nouvelle fois aux tirs au but.
Cependant, malgré la joie partagée par le public et les dirigeants en Coupe de France, cette saison est à nouveau marquée par les tensions entre la direction, et les supporters, qui reprochent à Charles Maarek d'avoir caché les problèmes de trésorerie à la DNCG. La cohabitation entre Quevilly et le FC Rouen, inédite en France à ces niveaux de compétition, continue de poser problème. Charles Maarek évoque des « rapports très cordiaux » et « un respect mutuel » entre dirigeants,  mais dénonce « le néant total en termes d'infrastructures » dont souffre le FC Rouen, en raison du choix de la métropole de favoriser le mieux classé, QRM, dans son accompagnement.
Au printemps 2024, Charles Maarek, contesté et menacé physiquement par certains supporters, décide de quitter la présidence et de revendre ses parts du club. En juin, l'homme d'affaires turc Tarkan Ser, connu pour ses liens avec le club de Besiktas, s'engage à recapitaliser le club avec une somme de 2,2 millions d'euros, le Néerlandais Iwan Postel devant devenir le futur président du FCR et Maxime d'Ornano étant confirmé au poste d'entraîneur. Cependant la DNCG refuse ce montage et décide de rétrograder le FC Rouen en National 2. Le 9 juillet, après un appel soutenu par le maire de Rouen Nicolas Mayer-Rossignol et une rallonge de 500 000 euros, la DNCG valide le maintien du club en National 1.

## Résultats sportifs

### Palmarès
| Compétitions nationales | Compétitions régionales |
| --- | --- |
| Championnats - Championnat de France - Meilleure performance : 4e en 1937, 1938, 1961 et 1969 - Championnat de France D2 (1) - Champion : 1936 - Vice-champion : 1982 - Championnat de France D4 - Vainqueur de groupe : 2009 et 2023 - Championnat de France D5 - Vainqueur de groupe : 1999 et 2019 - Championnat de France de guerre (1939-1945) (1) - Champion : 1945 - Championnat de France de l'USFSA (1894-1919) - Finaliste : 1913 Coupes - Coupe de France - Finaliste : 1925 - Coupes de la Ligue (1964-1965) - Finaliste : 1964 | Championnats - Championnat de Normandie (Division d'Honneur) (8) - Champion : 1922, 1924, 1925, 1927, 1930, 1931, 1932 et 1933 - Championnat de Haute-Normandie de l'USFSA (1899-1919) (5) - Champion : 1910, 1911, 1912, 1913 et 1914 Coupes - Coupe de Normandie (12) - Vainqueur : 1934, 1955, 1965, 1966, 1967, 1968, 1976, 1977, 1978, 1981, 1996 et 2017 |

De 1939 à 1945, le FC Rouen dispute le championnat de football de la zone Nord, qu'il remporte en 1940 et 1945. Cette dernière saison, les Rouennais remportent la finale organisée face au champion de la zone Sud, le Lyon OU, qui n'est pas homologuée par la Fédération.
Enfin, en 1938, le FC Rouen remporte la « Coupe nationale des juniors », ancêtre de la Coupe Gambardella.

### Parcours européen
Le FC Rouen n'a participé qu'une seule fois à une compétition européenne officielle, la Coupe des villes de foires 1969-1970 (ancêtre de la coupe UEFA/Europa League C3).
| Match        | Équipe 1           | Résultat  | Équipe 2  | Aller | Retour |
| ------------ | ------------------ | --------- | --------- | ----- | ------ |
| Premier tour | FC Rouen           | 2 – 1     | FC Twente | 2 – 0 | 0 – 1  |
| Second tour  | Royal Charleroi SC | E 3 – 3 E | FC Rouen  | 3 – 1 | 0 – 2  |
| 8e de finale | FC Rouen           | 0 – 1     | Arsenal   | 0 – 0 | 0 – 1  |

Les Rouennais ont par ailleurs été invités à disputer des compétitions internationales non officielles dans les années 1960, notamment la Coupe de l'amitié franco-italienne en 1961 et l’International football cup (ou « Coupe Rappan » C4) en 1963-1964, ils parviennent en demi-finales (éliminés par le Slovan Bratislava), après avoir éliminé Venezia Calcio, le Bayern Munich et le Standard de Liège.
Ils participent également à la première coupe Intertoto qui remplace la coupe Rappan en 1967-68 mais ne passent pas la phase de poule (avec Go Ahead Deventer, SK Lierse, FC Granges).

### Bilan en championnat
Le FC Rouen totalise dix-neuf participations au championnat de France de première division et trente-six participations au championnat de deuxième division nationale, sans compter les cinq saisons s'étant déroulées au cours de la Seconde Guerre mondiale, dont les résultats n'ont pas été homologuées par la fédération.
| Championnat                                      | Saisons | Titres | J    | G         | N   | P   | Bp   | Bc   | Diff |
| ------------------------------------------------ | ------- | ------ | ---- | --------- | --- | --- | ---- | ---- | ---- |
| Championnat de France (1936-1939 puis 1945-1985) | 19      |        | 678  | 233       | 161 | 284 | 859  | 980  | -121 |
| Championnat de France D2 (1933-2004)             | 36      | 1      | 1244 | 570       | 290 | 384 | 2093 | 1477 | +616 |
| Total officiel D1/D2                             | 55      | 1      | 1922 | 803       | 451 | 668 | 2952 | 2457 | +495 |
| Championnats de guerre (1939-1945)               | 5       | 1      | 94   | 56 (60 %) | 22  | 16  | 224  | 129  | +95  |
| Total                                            | 60      | 2      | 2016 | 859       | 473 | 684 | 3176 | 2586 | +590 |

## Image et identité

### Couleurs
Le Football Club de Rouen a toujours porté un maillot rouge à short blanc et bas rouges. Il semble que, dès 1909, cette tenue ait valu aux joueurs rouennais le surnom de « Diables rouges », sous la plume du journaliste Charles Hangard.
Après-guerre, le maillot rouge est affublé d'un scapulaire blanc, qui est abandonné au début des années 1960 (il fait son retour lors de la saison 2003-2004, alors que le club évolue en Ligue 2). Au cours de la saison 1991-1992 le short est rouge, mais cela reste une exception. Le maillot extérieur ne répond en revanche à aucune règle particulière : au cours des années 2000 par exemple, on l'a vu blanc, noir, vert ou encore bleu selon les saisons. Le Maillot scapulaire fera son retour pour les saisons 2012-2013 (National) et 2013-2014 (Division d'Honneur) pour les trois maillots.

### Logos
En termes d'identité graphique, le club arbore très longtemps un écusson s'inspirant largement des armes de la ville de Rouen, reprenant l'image de l'agneau pascal (symbole de l'importante confrérie des drapiers de la ville au Moyen Âge) et les trois fleurs de lys d'or, sur fond de gueules (rouge) et d'azur. Après le dépôt de bilan de 1997, le club devient Olympique du Grand Rouen et arbore un nouveau logo, sur lequel on reconnaît un diable rouge devant un ballon. En 2000, c'est la (re)naissance du FC Rouen 1899, et avec lui un retour aux initiales « FCR », inscrites en grandes lettres blanches dans un cercle rouge.
À partir de la saison 2004-2005, le blason rouge actuel remplace le logo initial du FC Rouen 1899 sur le maillot et les produits dérivés. Enfin en janvier 2010, un nouveau logo « modernisé » destiné aux opérations de communication, composé d'un footballeur en position acrobatique et du slogan « Cœur battant ! », est rendu public. Celui-ci n'est désormais plus utilisé par le club.

Armes de la ville de Rouen
Écusson traditionnel du FC Rouen
Logo de l'OG Rouen (1998-2000)
Premier logo du FC Rouen 1899 (2000-2004)
Second logo du FC Rouen 1899 (2004-2022)
Logo actuel FC Rouen 1899 (depuis 2022)

## Personnalités du club

### Dirigeants

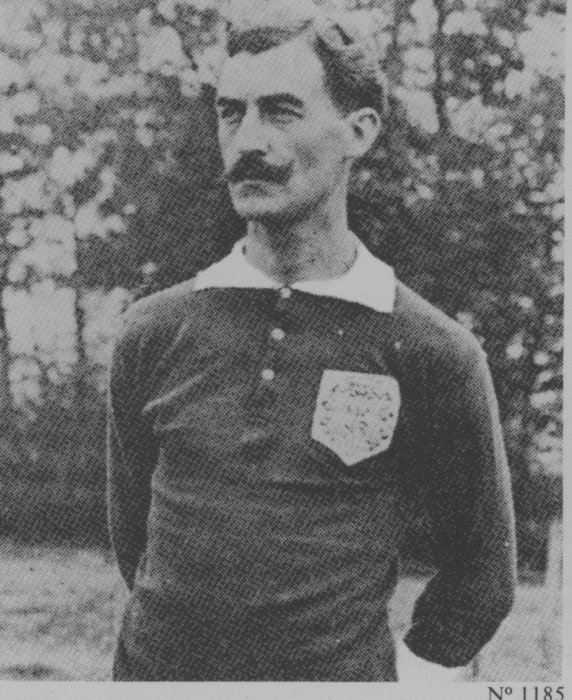
Robert Diochon, fondateur et président emblématique du FCR.

Les premiers dirigeants du club sont recrutés parmi les joueurs fondateurs du club : Raoul Hurard, P. Sevestre ou encore Maurice Cousinard. Ce dernier, président de l'association à trois reprises entre 1902 et 1907, reste pendant plus de vingt ans le gardien de but de l'équipe première, au point d'être pré-convoqué en équipe de France en 1920. Parmi ces mêmes fondateurs figure Robert Diochon, qui s'investit totalement dans la gestion du club à partir de 1908. Il reste en poste pendant 45 ans, donnant progressivement au modeste club rouennais une place importante au sein du football français, symbolisée par la victoire en finale du championnat de France en 1945.
La disparition de Robert Diochon en 1953 va ouvrir une période de forte instabilité à la tête du club. Les mandats ambitieux et parfois imprudents d'entrepreneurs alternent avec ceux de René Monin, rappelé à chaque vacance du pouvoir. Ce dernier, ancien bras droit de Robert Diochon, est un fidèle parmi les fidèles du club, où il est arrivé à l'âge de douze ans, et n'hésite pas à user de sa proximité avec le maire Jean Lecanuet pour aider le club. Le « pompier de service » du FCR assure ainsi douze ans de présidence en quatre mandats, de 1955 à 1984. Les soucis financiers croissants connus par le club à partir des années 1970, allant de pair avec l'arrivée de présidents qui brillent autant par leur ambition que par leur impatience, vont conduire à la dégringolade sportive du FCR. Parfait exemple, les deux entrepreneurs venus de la couture, Michel Axel et Michel Benguigui, qui s'offrent le club en 1976. Leur investissement permet au club de bâtir une équipe compétitive qui remonte en D1 dès la première année. Mais leurs ambitions européennes ne résistent pas à la première saison dans l'élite des Rouennais, qui terminent bon derniers. Les deux hommes quittent finalement le club en 1979, en le laissant dans une situation financière compliquée.
En 1991, Michel Guez, adjoint UDF au maire de Rouen depuis 1983, prend la présidence du club. Ce garagiste haut-normand est qualifié de « bouillant » dans la presse. En 1995, il se présente aux élections municipales comme dissident de François Gautier. Démissionnaire en mai, il est battu aux élections en juin. Face au refus de la mairie de le renflouer en août, le club doit déposer le bilan.
L'industriel haut-normand Claude Batel, qui avait brièvement occupé la présidence avant Michel Guez, tente de relancer le club, rebaptisé FC Grand Rouen, avec l'aide du journaliste Jacques Thibert et de l'ancien footballeur Bernard Gardon, qui fait venir le jeune entraîneur Laurent Roussey. Malgré les fortes sommes investies (on parle de près de dix millions francs), les résultats ne suivent pas et la trésorerie est bientôt épuisée. En octobre 1997, le club dépose le bilan. Batel démissionne et quitte bientôt la région. Gilbert Kadji, une connaissance de Jean-Pierre Hureau, le président du Havre AC, fils de l'homme d'affaires camerounais Joseph Kadji Defosso (fondateur de Kadji Sport Academies), investit 250 000 francs pour reprendre le club et fonde l'Olympique du Grand Rouen, tout en conservant sa confiance à l'entraîneur Laurent Roussey. En 1999, il s'empare du Football Club de Sion en Suisse, mais reste en parallèle à la tête de l'OGR. En juillet 2000, face à la défiance du « Club Affaires » rassemblant les partenaires locaux du FCR, qui lui reproche notamment son absentéisme, Kadji accepte de revendre le club à leur candidat, l'homme d'affaires René Bertin. Ses premières années se passent bien puisqu'en 2003 le club fête son accession en Ligue 2 avec une certaine ambition. Mais deux ans plus tard, face à un passif de 1,3 million d'euros et la perte du statut professionnel consécutif à une deuxième relégation d'affilée, René Bertin passe la main à Pascal Darmon. Ce dernier est le président-fondateur de la société informatique Groupe-Actifs et l'ancien dirigeant du club de football de Saint-Leu-la-Forêt.
Depuis mars 2005, Pascal Darmon est donc président de la société anonyme sportive professionnelle (SASP). Walquir Mota, venu avec Darmon, est le directeur technique du club. Fabrice Tardy est le président de l'association. L'investisseur Thierry Granturco, nommé président directeur général délégué du club en avril 2011, est pressenti un temps pour prendre la suite de Darmon, avant de quitter finalement ses fonctions en novembre de la même année. Il reste cependant au club en tant qu'actionnaire.
Thierry Granturco devient le président du FCR lors de la saison 2012-2013. En août 2013, le club dépose le bilan à la suite d'un déficit estimé à plus de 2 millions d'euros. D'août 2013 jusqu'à juin 2021, le club est présidé par Fabrice Tardy, déjà président de l'association auparavant. Maximilien de Wailly lui succède en juin 2021, mais décède prématurément. En avril 2022, Charles Maarek accède à la présidence du club.
| no | Nom               | Période                                    |
| -- | ----------------- | ------------------------------------------ |
| 1  | Raoul Hurard      | 1899-1902, 1903-1904                       |
| 2  | Maurice Cousinard | 1902-1903, 1905-1906, 1907                 |
| 3  | P. Sevestre       | 1904-1905                                  |
| 4  | Robert Diochon    | 1906-1907, 1908-1953                       |
| 5  | Auguste Duchêne   | 1953-1955, 1959-1962                       |
| 6  | René Monin        | 1955-1957, 1967-1968, 1972-1976, 1979-1984 |
| 7  | Marceau Decle     | 1957-1959                                  |
| 8  | Jacques Paturel   | 1962-1967                                  |
| 9  | Alain Robine      | 1968-1971                                  |
| 10 | Jean Duquesne     | 1971-1972                                  |
| 11 | Michel Axel       | 1976-1979                                  |
| 12 | Bernard Quesnel   | 1984-1985                                  |
| 13 | Maurice Touboul   | 1985-1986                                  |

| no | Nom                  | Période         |
| -- | -------------------- | --------------- |
| 14 | André Sauvage        | 1986-1991       |
| 15 | Claude Batel         | 1991, 1995-1997 |
| 16 | Michel Guez          | 1991-1995       |
| 17 | Gilbert Kadji        | 1997-2000       |
| 18 | René Bertin          | 2000-mars 2005  |
| 19 | Pascal Darmon        | 2005-2012       |
| 20 | Thierry Granturco    | 2012-2013       |
| 21 | Fabrice Tardy        | 2013-2021       |
| 22 | Maximilien de Wailly | 2021-2022       |
| 23 | Charles Maarek       | 2022-2024       |
| 24 | Iwan Postel          | 2024-2025       |
| 25 | Tarkan Ser           | 2025-           |

### Entraîneurs

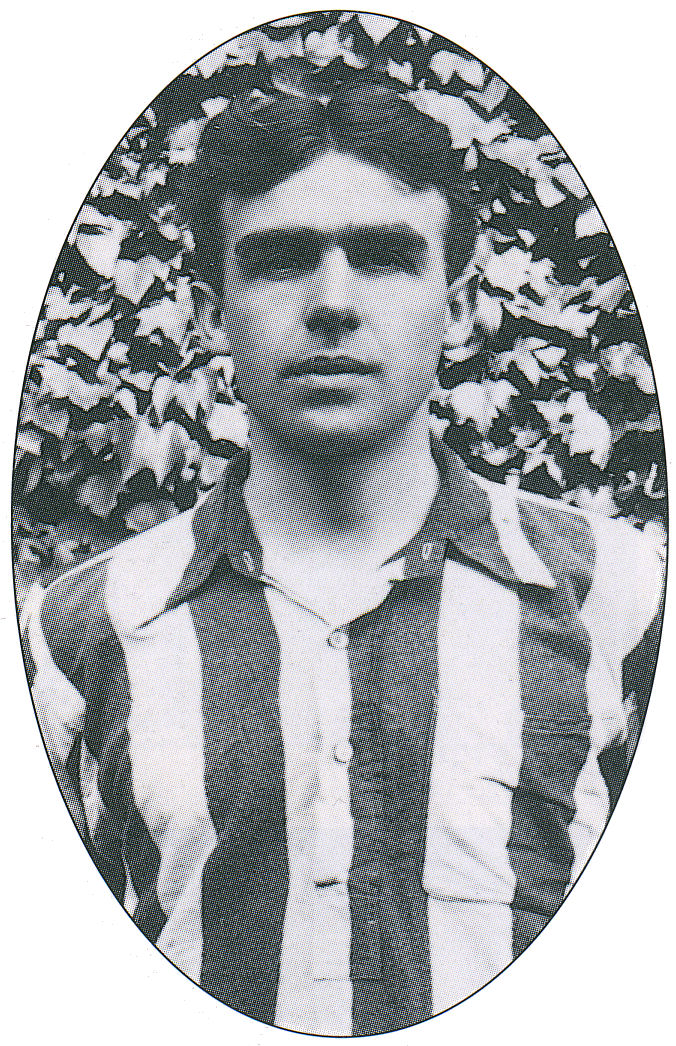
George Kimpton, un entraîneur de renom au FCR de 1939 à 1945.

Depuis que le FC Rouen salarie un entraîneur pour son équipe première, le poste n'a jamais connu de grande stabilité. Le Hongrois Zoltan Vago et surtout l'Autrichien Emil Skolaut accompagnent la progression dans la hiérarchie du football français des Rouennais, qui atteignent la quatrième place du championnat de France en 1937 et 1938. L'Anglais George Kimpton, recruté en 1939, est un technicien reconnu, qui depuis des années officie pour l'équipe de France et le Racing Club de Paris. Interné de 1940 à 1944, il ne réalise que deux saisons sur le banc rouennais (en 1940 et 1945), qui s'achèvent sur deux premières places en championnat, qui ne sont cependant pas homologués par la FFF. Entre-temps, il est remplacé par l'ancien international français Edmond Delfour, comme entraîneur-joueur. Le mandat d'Ernest Payne, de 1945 à 1947, s'achève par une piètre relégation en D2.
Diable rouge depuis ses débuts en 1937, Maurice Blondel termine sa carrière sportive en occupant également le poste d'entraîneur, de 1947 à 1950, sans parvenir à faire remonter le club dans l'élite. Après l'intermède catastrophique de Charles Roze, les dirigeants rappellent l'ancien Diable rouge espagnol José Mandaluniz. Il reste une saison et demie, le temps de renouveler complètement l'effectif, sans plus de succès, avant les brefs passages de Jules Bigot, venu du Havre, et de Jean Grégoire, entraîneur-joueur venu du SCO Angers. Les résultats insuffisants en championnat sont d'autant plus frustrants que les Rouennais réalisent de belles performances en Coupe de France. En 1954, le président Monin part à Antibes convaincre Robert Lacoste, un entraîneur expérimenté de D2 française, qui face aux difficultés financières du club va appuyer le travail de formation. En quatre saisons, il ne parvient cependant pas non plus à atteindre l'objectif des dirigeants, la remontée.
En 1958, les dirigeants font appel à l'Allemand Max Schirschin. Défenseur opiniâtre débauché au HAC en 1950, il avait réalisé cinq saisons de qualité sous le maillot du FCR, brillant par son abnégation et son sens du placement. Après une expérience à la tête du RC Maison-Carrée, à Alger, et à Fécamp, il revient à Rouen et parvient enfin à faire remonter les Diables rouges dans l'élite malgré un effectif limité, qui l'oblige parfois à rechausser les crampons, jusqu'à près de 40 ans. Malgré plusieurs années de bons résultats, les difficultés connues par l'équipe à l'automne 1963 et les relations tendues qu'il entretient avec l'international français Yvon Goujon, recruté à prix d'or quelques mois plus tôt, lui coûte son poste en janvier 1964. Marius Bruat réalise un bref intérim (pour la finale de la Coupe de la Ligue notamment) avant que l'ancien Diable rouge Paul Lévin ne soit appelé à la rescousse. Ce dernier parvient à sauver la place du club dans l'élite. En 1965 il cède sa place à René Vernier, qui mise sur la jeune génération rouennaise pour maintenir le club, qui connaît d'importants soucis financiers, dus à des affluences en baisse et à des recrutements décevants de joueurs étrangers. En 1968, Vernier quitte le club sur un dernier sauvetage in extremis. Il laisse sa place à l'ancien gardien de but et entraîneur emblématique des Girondins de Bordeaux André Gérard, qui obtient des résultats exceptionnels à la tête de l'équipe : 4e du championnat en 1969, le FC Rouen gagne sa première (et seule) qualification européenne, qui s'achève à Highbury, le célèbre stade des Londoniens d'Arsenal FC. En 1970, alors que les Rouennais ont assuré un nouveau maintien sur le terrain, les dirigeants annoncent que le club doit renoncer à sa place dans l'élite pour des raisons financières. Gérard rentre à Bordeaux cet été-là.
Le néophyte Roger Rizzi reprend l'équipe en deuxième division : au coude à coude avec le Paris SG toute la saison, les Rouennais sont finalement distancés et ne remplissent pas l'objectif d'une remontée immédiate en D1. Son remplaçant Pierre Tournier obtient des résultats catastrophiques et se trouve écarté en cours de saison : Max Schirschin, rappelé à la barre, récupère la situation mais sans pouvoir regagner la tête du championnat. En 1972, Monin revient à la présidence et fait appel à l'ancien ailier autrichien du FCR Ernst Melchior. La stabilité est de nouveau de mise, les résultats s'améliorent : le FCR est 3e en 1974 et 2e en 1975, mais s'incline alors en barrage de montée. En novembre 1975, l'arrêt imprévu de Melchior, alors que l'équipe est coincée en milieu de tableau, conduit au recrutement de Robert Vicot, tout juste libéré par le Paris Saint-Germain, qui ne parvient pas à rattraper le retard sur les équipes de tête. Il repart à Paris, au Paris FC, en fin de saison.
En 1976, le nouveau et ambitieux président Michel Axel recrute l'Argentin Pancho Gonzales, ancien joueur et entraîneur emblématique de l'OGC Nice. Après une saison pleine d'émotions, le club arrache au FC Gueugnon son billet vers l'élite. Les ambitions des dirigeants sont de se qualifier pour l'Europe dans les trois ans. Le recrutement est important et le début de saison correct, avant que l'équipe ne connaisse en septembre et octobre plusieurs défaites d'affilée qui scellent le sort de l'Argentin. Recruté dans le staff en début de saison, Daniel Druda, Diable rouge emblématique des années 1960, fait l’intérim sur le banc avant la signature fin octobre du Yougoslave Milorad Pavić, au curriculum vitæ éloquent. L'électrochoc fonctionne un mois, avant que le groupe rouennais ne s'enfonce progressivement dans le classement. Les joueurs de Pavić connaissent la défaite à seize reprises lors des vingt derniers matchs de la saison. Relégué, le club frise le dépôt de bilan en fin de saison et repart en D2. Daniel Druda est nommé entraîneur avec l'objectif d'une remontée immédiate, ce qu'il ne parvient pas à obtenir. Face à la situation critique du FCR, le président Axel démissionne.
Le président Monin est rappelé et doit faire avec des moyens limités. Cesto Vanzo, un professeur de sport, est nommé à son tour mais ne peut faire mieux qu'un maintien tranquille. Monin a l'ide de rappeler Robert Vicot, qui avait laissé une bonne image lors de son premier passage. Entraîneur affectif, décrit comme sévère mais juste, Vicot décroche la promotion tant souhaitée pour sa deuxième saison sur le banc, puis deux maintiens en D1 les deux années suivantes, après des saisons riches en rebondissements. Alors que la direction du club est en désaccord sur la prolongation de son contrat, la relégation du FCR en 1985, actée à l'issue d'une séance de tirs au but dramatique au bout des barrages, porte un coup dur au club. Vicot devient directeur sportif et François Bracci est recruté en tant qu'entraîneur-joueur, avec pour objectif la remontée immédiate. Les résultats sont très mauvais, Vicot est licencié finalement après quelques mois. La saison se termine sur une deuxième relégation d'affilée. Bracci laisse logiquement sa place.
Pour reconstruire le club tombé pour la première fois de son histoire en D3, on fait appel à Arnaud Dos Santos. Après Druda, c'est un nouvel acteur de l'épopée européenne de 1969 qui prend place sur le banc rouennais. Il y reste quatre saisons, le temps de faire remonter les Diables rouges en D2 et se mêler à la lutte pour la montée en D1. Il quitte le club sur un barrage de montée perdu sur le terrain du RC Strasbourg en mai 1990. Dos Santos parti au RC Lens, Pierre Garcia arrive de Quimper. Mais les Diables rouges pointant au dernier rang après quinze journées, il est remercié dès le mois de novembre et Daniel Zorzetto, qui avait intégré le staff rouennais à l'issue de sa carrière de joueur en 1987, est nommé à sa place. Parvenu à rétablir la situation, il est logiquement confirmé à son poste. En 1992-1993 son équipe occupe longtemps la tête du championnat. Éliminés injustement de la Coupe de France par l'Olympique de Marseille et handicapés par les blessures graves de leurs deux gardiens de but, les Rouennais perdent une montée qui leur semblait promise. Battus finalement en barrage de montée, les Rouennais s'écroulent la saison suivante : alors que le club ne décolle pas de la zone de relégation, Zorzetto est licencié en janvier 1994 par le bouillant président Michel Guez, arrivé en 1991. Zorzetto est remplacé par Jean-Pierre Orts, l'emblématique buteur tout frais retraité, pour ce qui apparaît vite comme une erreur de casting. Jean-Paul Rabier, ancien entraîneur de La Roche Vendée Football, prend la place dès le mois de mars mais ne peut sauver le club d'une chute en National 1, le 3e échelon national. Considérant la remontée immédiate vitale pour le club et devant les résultats insuffisants de l'équipe, Guez remplace Rabier en septembre et fait appel à Patrick Parizon, libéré quelques mois plus tôt par Amiens où... Arnaud Dos Santos lui a été préféré. Le FCR termine à une modeste 6e place, dépose le bilan et se trouve relégué administrativement en National 2.

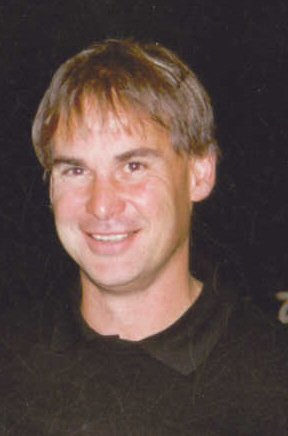
Laurent Roussey en 2006.

Pour la saison 1995-1996, le nouveau Football Club du Grand Rouen, qui a perdu le statut professionnel, repart en National 2, la 4e division nationale. Le nouveau président Claude Batel et son adjoint l'ancien footballeur Bernard Gardon recrutent Laurent Roussey, un ancien grand espoir du football français fraîchement reconverti comme entraîneur. Avec un effectif largement remanié, et sans l'appui du centre de formation qui ferme, le FCGR évolue deux saisons en N2 sans parvenir à remonter. Après un nouveau dépôt de bilan en octobre 1997, le nouveau président Gilbert Kadji conserve Roussey, avec pour objectif de terminer en tête de la poule pour éviter la relégation administrative en CFA2... C'est un échec. Roussey conserve toutefois la confiance du président, qui lui donne les moyens de renforcer son groupe la saison suivante. Le FCR remporte largement son championnat et retrouve le CFA. La saison 1999-2000, au cours de laquelle Rouen se mêle en vain à la lutte pour la montée en National, est la dernière de Roussey. Kadji ne renouvèle pas son contrat et nomme à la place son adjoint Patrice Heaulmé, ancien Diable rouge de 1979 à 1987, revenu au club dans les valises de Roussey. Quelques jours plus tard, Kadji cède le club à René Bertin, représentant d'investisseurs locaux. Bertin n'affiche vite pas une grande confiance envers Heaulmé, jugé trop proche de Roussey, et décide quelques semaines après son arrivée de le remplacer par Yves Brécheteau, un technicien expérimenté, ancien adjoint de Robert Nouzaret à l'AS Saint-Étienne.
Yves Brécheteau signe un contrat de cinq ans. Après une première saison moyenne, il réussit l'exploit d'obtenir deux promotions d'affilée, en National puis Ligue 2, en 2002 et 2003. Avec un effectif largement renforcé pour ce retour au professionnalisme, les Diables rouges connaissent un début de saison intéressant avant de sombrer, diminués par plusieurs graves blessures. Brécheteau est licencié en janvier 2004, et Jean-Guy Wallemme débauché du Racing Club de France, avec lequel il domine son groupe de CFA depuis un an et demi mais à qui la montée a été refusée pour des raisons financières. Sans les diplômes nécessaires, il est couvert par Jean-Yves Chay, nommé directeur sportif quelques semaines plus tôt. Le duo ne peut enrayer la chute de l'équipe. Chay part à l'été 2004 et Wallemme démissionne à son tour en novembre, alors que le club est en mauvaise posture en National. À défaut d'avoir pu convaincre Didier Notheaux, ancien joueur emblématique du FCR et premier choix des dirigeants, Éric Dewilder, coordinateur sportif du club depuis fin 2002, prend sa place. Six mois plus tard, face aux résultats de plus en plus préoccupants, le nouveau président Pascal Darmon écarte Dewilder au profit du duo Alain Michel-Walquir Mota. Ces derniers ne peuvent empêcher la nouvelle relégation du club en CFA, et échouent à le faire remonter la saison suivante face à la concurrence du Paris FC. En 2006, Alain Michel quitte le club. Parmi les candidats, Pascal Darmon nomme l'ancien adjoint de ce dernier à Grenoble Éric Garcin. Ce dernier connaît des débuts difficiles avant de progressivement redresser la barre : pour sa troisième saison, son équipe parvient à valider son billet pour le National, un an après l'avoir manqué de justesse. À l'étage supérieur, il obtient deux maintiens confortables et attaque la saison 2011-2012 avec l'objectif d'être promu en Ligue 2. Mais après un début de saison conforme aux attentes, l'équipe accumule les contre-performances et voit s'éloigner la montée. Éric Garcin est finalement démis de ses fonctions le 14 mars et remplacé par son ancien adjoint Emmanuel Da Costa, ancien joueur du club revenu comme technicien quelques années plus tôt. Fin mai, le président Thierry Granturco lui annonce qu'il ne compte pas sur lui pour la prochaine saison et nomme finalement Didier Ollé-Nicolle, un entraîneur français passé notamment par Nice. Il réussit en une saison à amener le FC Rouen en 16e de finale de Coupe de France face à l'Olympique de Marseille et à une place de promotion en Ligue 2. Malheureusement, le FC Rouen se voit infliger en cours de saison trois points de pénalité par la DNCG pour mauvaise gestion ce qui le conduit à finir finalement cinquième du championnat National.
À la suite du nouveau dépôt de bilan à l'été 2013, Fabrice Tardy décide de faire venir Hakli Dahmane qui est passé par Versailles et devient le nouvel entraîneur du FC Rouen en compagnie d’Éric Rastell. Après une première saison en DH difficile, le duo d'entraineur n'est pas reconduit. Fabrice Tardy annonce dans un premier temps, la nomination de William Louiron à la tête de l'équipe première mais les nouveaux règlements concernant les entraîneurs interdisent les prête-nom. William Louiron n'ayant pas les diplômes requis pour devenir l'entraîneur, Romain Djoubri est nommé à la tête de l'équipe première pour la saison 2014-2015.
Après trois saisons à la tête de l'équipe première conclue par la remontée du FCR en National 3, Romain Djoubri décide de quitter le club. Manuel Abreu obtient le poste et débarque de Saint-Quentin pour diriger les Diables Rouges, lors la saison 2017-2018. Néanmoins, l'aventure du technicien franco-portugais se terminera dès le mois de février 2018 à la suite d'une série de défaites qui plonge le FCR dans la zone de relégation. Son adjoint, Raynald Bertin prend les rênes de l'équipe le temps d'une rencontre avant de laisser sa place à David Fouquet notamment connu pour son passage à l'US Quevilly de 2005 à 2013 en tant que préparateur physique et entraîneur adjoint. Malgré les difficultés, David Fouquet réussi sa mission et sauve la peau du FCR en N3 lors de l'ultime rencontre de championnat, contre Bayeux.
À la suite du maintien, David Fouquet décide du partir du club et laisse sa place à l'ex-Diable Rouge, David Giguel qui fait son grand retour au FCR après plusieurs années en tant que joueur de 1988 à 1995. Sous sa houlette, le FCR termine premier de N3 Normandie lors de la saison 2018-2019 et retrouve le National 2. La première saison en N2 se passe très bien puisque le FCR fait la course en tête avec Chartres et Saint-Brieuc. Une saison malheureusement avortée en mars 2020 en raison de la Covid-19. La saison 2020-2021 est une nouvelle fois tronquée avec la Covid-19, le FCR ne dispute alors que 8 matchs de championnats entre août 2020 et mai 2021. Après le départ du Président Fabrice Tardy au mois de juin 2021, David Giguel quitte le club et est remplacé par le duo Arnaud Margueritte (coordinateur sportif ) & Sarafoulé Mendy (coach R1). Une solution interne qui trouve rapidement ses limites puisqu'après une première partie d'exercice 2022-2023 bien terne, le duo est remercié au profit de Maxime d'Ornano. Sous ses ordres, le FCR termine la saison 2022-2023 en boulet de canon avec notamment 7 victoires lors des 10 dernières journées. Surfant sur cette excellente dynamique dès la reprise de la saison suivante, le FCR termine Champion du Groupe A de National 2 avec 10 points d'avance sur le Racing Club de France et accède au championnat National.[réf. souhaitée]
| no | Nom             | Période                               |
| -- | --------------- | ------------------------------------- |
| 1  | Zoltan Vago     | 1930-1935                             |
| 2  | Emil Skolaut    | 1935-1938                             |
| 3  | William Wright  | 1938-1939                             |
| 4  | George Kimpton  | 1939-1940, 1944-1945                  |
| 5  | Edmond Delfour  | 1940-1945                             |
| 6  | Ernest Payne    | 1945-1947                             |
| 7  | Maurice Blondel | 1947-1950                             |
| 8  | Charles Roze    | 1950                                  |
| 9  | José Mandaluniz | 1950-1952                             |
| 10 | Jules Bigot     | 1952-1953                             |
| 11 | Jean Grégoire   | 1953-1954                             |
| 12 | Robert Lacoste  | 1954-1958                             |
| 13 | Max Schirschin  | 1958-janvier 1964, novembre 1971-1972 |

| no | Nom               | Période                       |
| -- | ----------------- | ----------------------------- |
| 14 | Paul Lévin        | janvier 1964-1965             |
| 15 | René Vernier      | 1965-1968                     |
| 16 | André Gérard      | 1968-1970                     |
| 17 | Roger Rizzi       | 1970-1971                     |
| 18 | Pierre Tournier   | 1971-novembre 1971            |
| 19 | Ernst Melchior    | 1972-novembre 1975            |
| 20 | Robert Vicot      | novembre 1975-1976, 1980-1985 |
| 21 | Pancho Gonzales   | 1976-oct. 1977                |
| 22 | Daniel Druda      | oct. 1977, 1978-1979          |
| 23 | Milorad Pavić     | oct. 1977-1978                |
| 24 | Cesto Vanzo       | 1979-1980                     |
| 25 | François Bracci   | 1985-1986                     |
| 26 | Arnaud Dos Santos | 1986-1990                     |

| no | Nom               | Période                     |
| -- | ----------------- | --------------------------- |
| 27 | Pierre Garcia     | 1990-novembre 1990          |
| 28 | Daniel Zorzetto   | novembre 1990-janvier 1994  |
| 29 | Jean-Pierre Orts  | jan.-mars 1994              |
| 30 | Jean-Paul Rabier  | mars-septembre 1994         |
| 31 | Patrick Parizon   | septembre 1994-1995         |
| 32 | Laurent Roussey   | 1995-2000                   |
| 33 | Patrice Heaulmé   | 2000-septembre 2000         |
| 34 | Yves Brécheteau   | septembre 2000-janvier 2004 |
| 35 | Jean-Guy Wallemme | jan.-novembre 2004          |
| 36 | Éric Dewilder     | novembre 2004-avril 2005    |
| 37 | Alain Michel      | avril 2005-2006             |
| 38 | Éric Garcin       | 2006-mars 2012              |
| 39 | Emmanuel Da Costa | mars 2012-mai 2012          |

| no | Nom                                | Période                     |
| -- | ---------------------------------- | --------------------------- |
| 40 | Didier Ollé-Nicolle                | 30 mai 2012-août 2013       |
| 41 | Hakli Dahmane Eric Rastell         | août 2013-juin 2014         |
| 42 | Romain Djoubri                     | juin 2014-juin 2017         |
| 43 | Manuel Abreu                       | juin 2017-février 2018      |
| 44 | Raynald Bertin                     | février 2018                |
| 45 | David Fouquet                      | février 2018-mai 2018       |
| 46 | David Giguel                       | mai 2018-juin 2021          |
| 47 | Arnaud Margueritte Sarafoulé Mendy | juin 2021-décembre 2021     |
| 48 | Maxime d'Ornano                    | décembre 2021-novembre 2024 |
| 49 | Régis Brouard                      | novembre 2024-              |

### Joueurs emblématiques
| Joueurs            | Sél. (buts) | Période   |
| ------------------ | ----------- | --------- |
| Mathieu André      | 3           | 1936-1937 |
| Bernard Antoinette | 2           | 1937      |
| André Betta        | 2           | 1968      |
| Jean-Louis Buron   | 4 (1)       | 1963      |
| Jacques Canthelou  | 11          | 1924-1928 |
| Alfred Dambach     | 1           | 1944      |
| Yvon Goujon        | 3 (2)       | 1963      |
| Marceau Lherminé   | 1           | 1933      |
| Jean Nicolas       | 25 (21)     | 1933-1938 |
| Michel Payen       | 3           | 1937      |
| Félix Pozo         | 1           | 1925      |
| Roger Rio          | 18 (4)      | 1933-1937 |

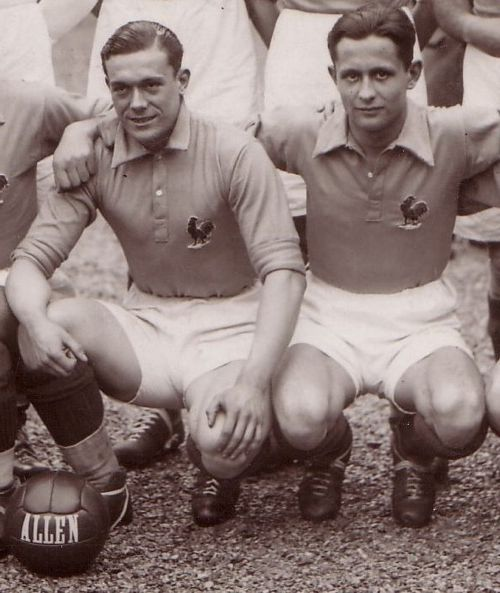
Nicolas et Rio en équipe de France, en 1934.

Robert Diochon et le gardien de but Maurice Cousinard, longtemps proche de connaître l'honneur de la sélection en équipe de France, sont deux des principaux joueurs des débuts, bientôt rejoints par l'Écossais Adam Ferris, qui mettra toute son expérience au service du club pendant treize ans. Il est imité par les Anglais Dunford et Ramsay en 1913, et leurs compatriotes William Barnes (comme gardien de but) et Charlie Witty à partir de 1920. À cette époque, le capitaine du FCR est André Blaizot, tandis que Jacques Canthelou devient le premier international rouennais en 1924, bientôt imité par son coéquipier d'attaque Félix Pozo. Pour la finale de Coupe de France en 1925, l'équipe rouennaise est composée de Barnes - Jules Rault, Canthelou - Witty, André Hérubel, Blaizot (cap.) - André Renault, André Burel, Marcel Boulanger, Alexandre Halotel, Pozo.
Au début des années 1930, le FC Rouen va pouvoir compter sur une génération de jeunes joueurs d'exception, menée par le buteur Jean Nicolas, auteur de 195 buts en 159 matchs de championnat, entre 1933 et 1939. Sélectionné en équipe de France, il y comptera 25 sélections pour 21 buts. Ses compères d'attaque sont Bernard Antoinette (deux sélections en équipe de France), Marceau Lherminé (une sélection), et surtout Roger Rio, sélectionné à 18 reprises avec les Bleus et qui terminera sa carrière sportive à Rouen en 1952, en fixant le record d'apparitions en championnat sous le maillot du club à 255 matchs (pour 83 buts). Lors de la découverte de l'élite en 1936, le club se renforce en recrutant plusieurs joueurs de talent, tels que les Autrichiens Anton Artes et Karl Durspekt ou le gardien de but niçois Joseph Bessero.
Au cours des glorieuses années 1960, les joueurs emblématiques s'appellent Jean-Pierre Destrumelle (formé au club, 140 matchs de 1959 à 1966) et Daniel Druda (formé au club, 254 matchs de championnat de 1958 à 1970), le gardien Elefterios Manolios (1960-1965), les défenseurs Pierre Phelipon (1959-1966), Michel Sénéchal (1958-1970, titulaire à partir de 1963) et Philippe Poulain (1965-1969), les milieux offensifs André Betta (144 matchs et 27 buts en D1 de 1963 à 1969), Mohamed Lekkak (1965-1967) et Tomáš Pospíchal (international tchèque recruté en 1968) ou encore Arnaud Dos Santos (120 matchs et 18 buts en D1 de 1966 à 1970).
De 1981 à 1985, Jean-François Beltramini est le buteur rouennais (54 buts en 130 matchs de D1/D2). Le club se fait à cette époque une spécialité des meneurs de jeu internationaux de talent : le Polonais Bronisław Bula de 1978 à 1982, puis l'Algérien Djamel Tlemçani, remplacé en 1984 par le Danois Jens Jørn Bertelsen qui ne reste qu'un an. À partir de 1987 et pendant trois saisons, c'est le Tchèque Karel Jarolím qui brille à Diochon. C'est l'époque de l'ouverture du centre de formation, d'où sortiront notamment le défenseur Jean-François Richard, neuf saisons à Rouen (1985-1994), et l'attaquant Christophe Horlaville, qui atteindra sa plénitude auprès du goleador Jean-Pierre Orts (77 buts en 127 matchs de D2, de 1989 à 1993). Le départ de ce dernier coïncide avec la dégringolade sportive du club, qui vingt ans après n'a toujours pas retrouvé les ambitions qui étaient les siennes à l'époque.
En 2024, alors que le FC Rouen est en National 1, le milieu de terrain irakien Ahmad Allée est sélectionné par son pays et dispute la Coupe d'Asie des nations. Il est également signalé par la FIFA.

## Structures du club

### Stades

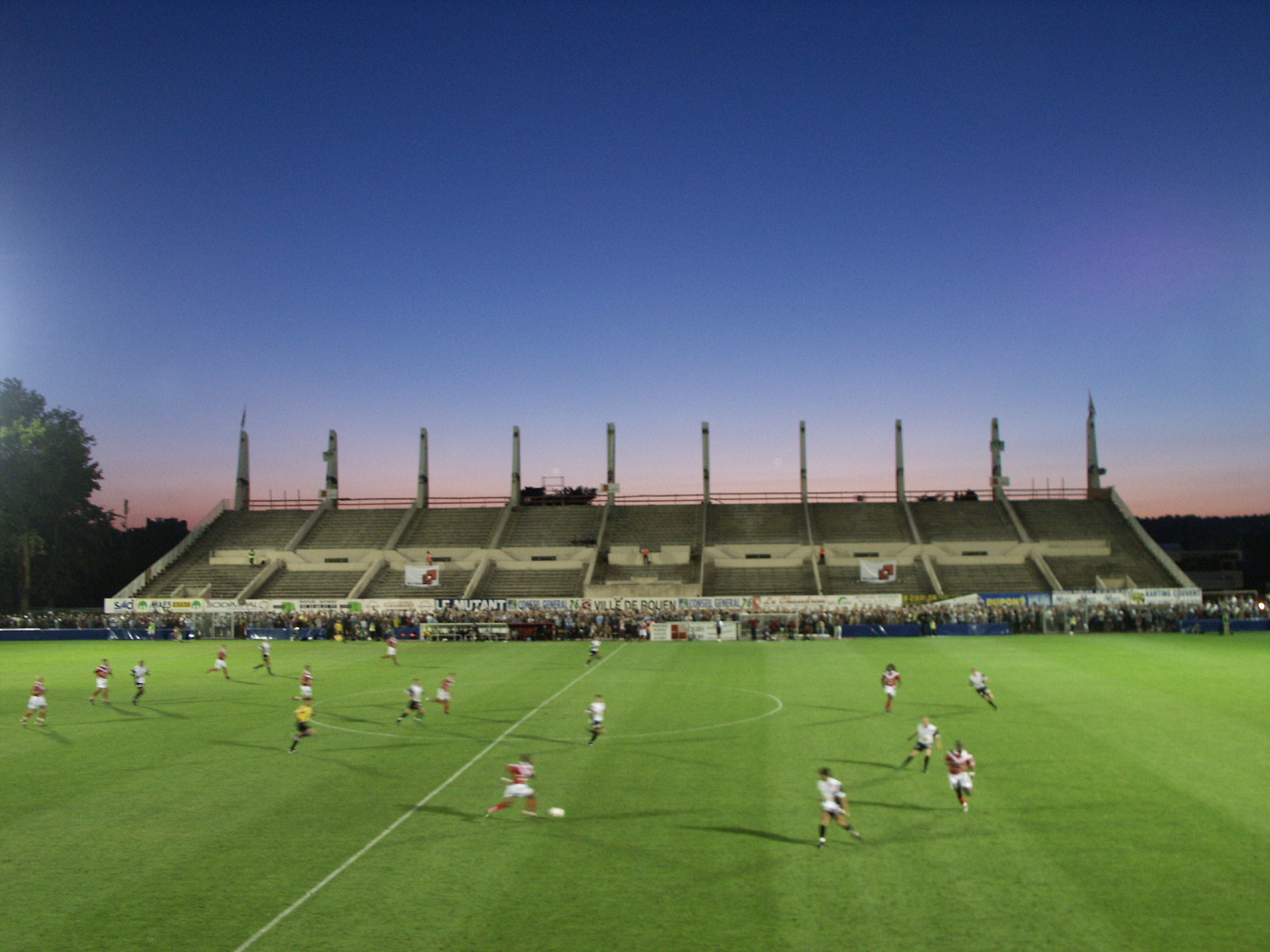
Stade Diochon en rénovation (2003).

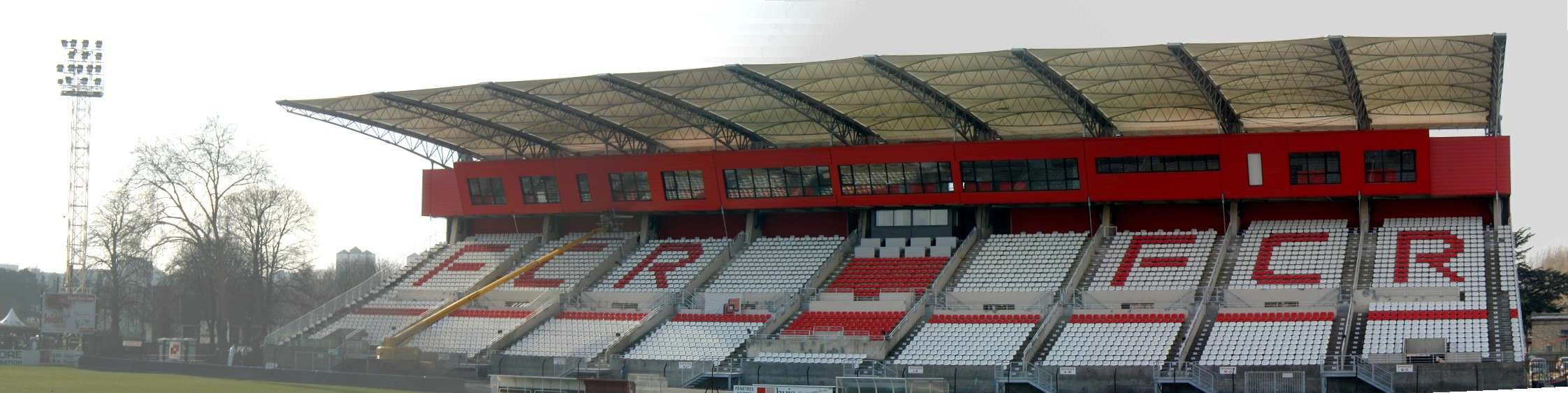
Vue de la tribune d'honneur rénovée du stade Diochon.

Les premiers matchs du club se déroulent sur les prairies de Sotteville, puis à partir de 1901 sur le champ de courses de l'agglomération. Le 7 septembre 1908, le FC rouennais emménage au « Petit-Trianon », un terrain situé rue d'Elbeuf à Rouen, inauguré le 11 octobre par une victoire sur Le Havre AC (4-0). En septembre 1911, il déménage au « Grand-Trianon », dans la même rue, qui ne compte pas plus de siège ou de tribune que son prédécesseur. En 1913, le club y organise la finale du championnat de France USFSA devant 6 923 spectateurs payants.
Au cours de la saison 1913-1914 et devant le succès populaire croissant du club, le club obtient de la municipalité la concession du terrain des Bruyères, où pour la première fois il peut accueillir les spectateurs dans des tribunes. Le stade des Bruyères, décrit à l'époque comme « superbe », est officiellement inauguré en décembre 1917. Déplacé en 1930 et agrandi, il est rebaptisé stade Robert-Diochon à la mort du président Robert Diochon en 1953.
Dans les années 1960, qui voit le club évoluer en première division, le stade est agrandi. En 1964, une nouvelle tribune d'honneur est inaugurée, puis c'est le tour de celle d'en face : en janvier 1968, la « tribune Shell » (bientôt rebaptisée « tribune Lenoble »), est ouverte avec 8 000 places debout. Le record d'affluence est battu le 10 avril 1977 pour la réception de l'AS Saint-Étienne en Coupe de France avec 23 532 spectateurs.
Le stade cependant vieillit : en 1984, alors que le stade ne compte que 9 000 places assises et reçoit 12 000 spectateurs de moyenne, un projet de modernisation et d’agrandissement à 27 000 places est annoncé… sans qu'il n'y soit donné suite. En octobre 1992, la commission de sécurité fait fermer un temps deux des tribunes du stade à cause du danger qu'elles représentent. Le stade est brièvement candidat à la réception de rencontres de la Coupe du monde 1998, dans le cadre d'un nouveau projet de modernisation devant porter la capacité du stade à 25 000 places. Mais le club plonge sportivement, et la tribune d'honneur est fermée en 1999 sur décision de la commission de sécurité. En 2000, amputé de trois tribunes, le stade ne peut plus accueillir que 2 000 spectateurs, rassemblés dans le bas de la tribune Lenoble.
La Mairie de Rouen engage d'importants travaux en juillet 2003 : pour répondre aux nouvelles normes de sécurité, les tribunes Nord et Sud (derrière les buts) sont rasées pour laisser place à des structures tubulaires, tandis que la tribune d'honneur est rouverte le 6 mars 2004 à l'occasion du derby contre Le Havre, portant la capacité du stade à 12 018 places. En 2007, un projet de centre commercial situé sous la tribune Lenoble est un temps à l'étude, avant d'être abandonné en raison de l'inadéquation de ce projet avec le niveau sportif du club (CFA à cette époque). En décembre 2011, le président Darmon déclare que le stade Diochon ne reverra jamais la première division, sous-entendant que dans le cas d'une promotion du club dans l'élite, la construction d'un nouveau stade serait nécessaire.
Le 1er juillet 2015, la ville de Rouen cède les installations du stade Robert Diochon à la Métropole Rouen Normandie. Le résident principal dès lors devient le club du Quevilly-Rouen Métropole. Le stade est du même coup repeint en jaune, aux couleurs du QRM. Néanmoins, le FC Rouen est toujours autorisé à évoluer au stade Robert Diochon pour ses rencontres de DH. Durant l'été 2018, le FCR parvient à obtenir une convention d'occupation auprès de la Métropole Rouen Normandie, ce qui lui permet désormais de jouer au stade Robert-Diochon en toute tranquillité malgré les relations très difficiles avec Quevilly.
Puis, à partir de l'été 2021, après l'installation de la nouvelle pelouse hybride, un troisième résident arrive au stade Robert-Diochon avec le Rouen Normandie rugby qui évolue désormais au stade Diochon pour ses rencontres à domicile de Pro D2.

### Centre de formation
Le club inaugure son centre de formation le 9 janvier 1983 sous l'impulsion de Robert Vicot,. Il est alors financé à plus de 60 % par le club des supporters. Il ferme en 1995 à la suite du dépôt de bilan, alors qu'il compte une quinzaine d'internationaux parmi ses juniors.
Le club ne dispose plus depuis de réel centre de formation mais entretient des accords avec des collèges et lycées de l'agglomération et des partenariats avec des clubs plus modestes de l'agglomération rouennaise,.

## Aspects juridiques et économiques

### Statut juridique et légal
Le club est adossé à une association loi de 1901 FC Rouen 1899, détenteur du numéro d'affiliation à la Fédération française de football, qui gère notamment le centre de formation et l'ensemble des équipes du club dont l'équipe première. Cette association était liée auparavant par convention à une structure professionnelle, la société anonyme sportive professionnelle (SASP) Football Club de Rouen 1899, société à directoire avec conseil de surveillance, créée par le président Pascal Darmon en 2006. Elle remplace alors la société anonyme à objet sportif (SAOS) créée en 2000 à l'arrivée du président René Bertin.
La SASP ayant déposé le bilan en août 2013, le club est reparti sous la forme associative. Puis en mai 2019, la remontée sportive du FCR en National 2 s'accompagne par la création d'une Société par actions simplifiée (SAS) "FC Rouen 1899 Diables Rouges SAS" créée par Fabrice Tardy.

### Éléments comptables

#### Budget prévisionnel
Sous la présidence de Kadji, en 2000, le budget de fonctionnement du club est de l'ordre de dix millions de francs, en CFA. Quand le club retrouve le National en 2002-2003, il est resté équivalent, à 1,55 M€. Alors que le FCR est promu l'année suivante en Ligue 2, le budget est multiplié par quatre, à 6,7 M€. À l'issue de la saison, qui voit le club retrouver le National, le bilan comptable du club laisse apparaître des capitaux propres négatifs à hauteur de 600 000 euros et 900 000 euros de dettes. La situation financière se dégrade encore la saison suivante, avec un budget de 4,6 M€ en fort déséquilibre. Face à un passif de 1,3 million d'euros et la perte du statut professionnel consécutif à une deuxième relégation d'affilée, René Bertin passe la main à Pascal Darmon.
Ce dernier divise le budget de fonctionnement du club par deux en trois ans, alors que le club évolue en CFA où « il est très compliqué (…) d’équilibrer les budgets ce qui entraîne des tensions de trésorerie ». Avec la promotion en National, le budget est relevé à 3,1 M€ en 2009-2010, entre 3,5 et 4,2 M€ en 2010-2011 et 5,8 M€ en 2011-2012, grâce notamment à l'apport de l'investisseur Thierry Granturco. Le club dispose alors du deuxième budget le plus important de la division.
| Saison | 2002-2003 | 2003-2004 | 2004-2005 | 2005-2006 | 2006-2007 | 2007-2008 | 2008-2009 | 2009-2010 | 2010-2011 | 2011-2012 |
| Budget | 1,55 M€   | 6,7 M€    | 4,6 M€    | N.C       | N.C       | N.C       | N.C       | 3,1 M€    | 3,5 M€    | 5,8 M€    |
| Saison | 2012-2013 | 2013-2014 | 2014-2015 | 2015-2016 | 2016-2017 | 2017-2018 | 2018-2019 | 2019-2020 | 2020-2021 | 2021-2022 |
| Budget | 4,5 M€    | N.C       | N.C       | N.C       | N.C       | N.C       | N.C       | N.C       | N.C       | N.C       |
| Saison | 2022-2023 | 2023-2024 | 2024-2025 |           |           |           |           |           |           |           |
| Budget | 3,5 M€    | 3,5 M€    | 4 M€      |           |           |           |           |           |           |           |

#### Résultat d'exploitation
Les aspects financiers représentent un souci récurrent pour les dirigeants du club, depuis que ce dernier a quitté l'élite en 1947. Dans les années 1950, l'incapacité du club à retrouver l'élite l'oblige à se séparer de ses jeunes espoirs pour combler son déficit. En 1967, le FCR est au bord du dépôt de bilan, accusant un déficit de 850 000 francs, qui n'est couvert que grâce à l'intervention du Groupement des clubs autorisés puis de la mairie de Rouen. En 1972, c'est de nouveau la mairie qui sauve le club avec une subvention exceptionnelle de 500 000 francs.
En août 1995, quand la mairie refuse d'aider de nouveau le club alors que sa situation sportive a dérapé (le club est tombé en National 1, le 3e échelon national) et que le déficit s'est envolé (on parle d'au moins 6 millions de francs), les dirigeants ne peuvent cette fois éviter le dépôt de bilan, faisant perdre au passage au club le statut professionnel. La situation se répète en septembre 1997, alors que le club a chuté en Championnat de France amateur (CFA). Malgré ces dépôts de bilan, le club garde une infrastructure et des habitudes de club professionnel, et donc un budget relativement important, qui est source de déficits.
Bien que Rouen soit le plus gros budget de National pour la saison 2012-2013, les dirigeants ne peuvent éviter un troisième dépôt de bilan en quinze ans avec un déficit estimé à plus de 2 millions d'euros et imputable selon Thierry Granturco à la gestion de la direction précédente.

## Section féminine
Le FC Rouen dispose d'une section de football féminin, l'équipe première est dirigée par Stéphane Arnold depuis 2015, qui évolue en deuxième division du championnat de France en 2015-2016, et ce depuis 2008.
Initialement formée en novembre 1970 sous l'impulsion de Mme Dupuis, l'équipe féminine du FC Rouen est demi-finaliste du Championnat de France en 1974-1975 (le premier organisé par la FFF), et finaliste la saison suivante, à l'issue de laquelle les Rouennaises sont défaites par le Stade de Reims, tenant du titre. La dernière apparition du FC Rouen dans l'élite a lieu lors de la saison 1976-1977.
En 2007, la section est recréée à partir de la section féminine de Bois-Guillaume qui avait réussi à accéder à la D3 en temps record et fasse aux difficultés financières, la section féminine de Bois-Guillaume est transféré au Football Club de Rouen avec l'accord de la FFF. Dès sa première année sous l'égide du FCR, l'équipe première termine troisième de Division 3 et retrouve en 2008 la D2 nationale. De plus une école de football consacrée au football féminin est ouverte en 2011. L'équipe première a réalisé un joli parcours de Coupe de France lors de la saison 2014-2015 en atteignant la demi-finale face à l'Olympique Lyonnais puis lors de la saison suivante en terminant 4e du championnat de D2 qui était particulièrement relevé à cause de la réforme de la D2.
En 2018, après 11 années consécutives en D2, les Diablesses tombent en Régional 1 après la défaite en barrages face à Orléans. Pour leur retour au niveau régional, les Diablesses échouent à la deuxième place de R1 derrière l'AG Caen et enchaîneront une seconde saison à l'échelon régional, lors de la saison 2019-2020.
Les féminines évoluent depuis la descente en R1 sur les terrains d'entraînements du club, au stade Pierre Lefrançois situé derrière le stade Robert-Diochon.

## Culture populaire

### Rivalité

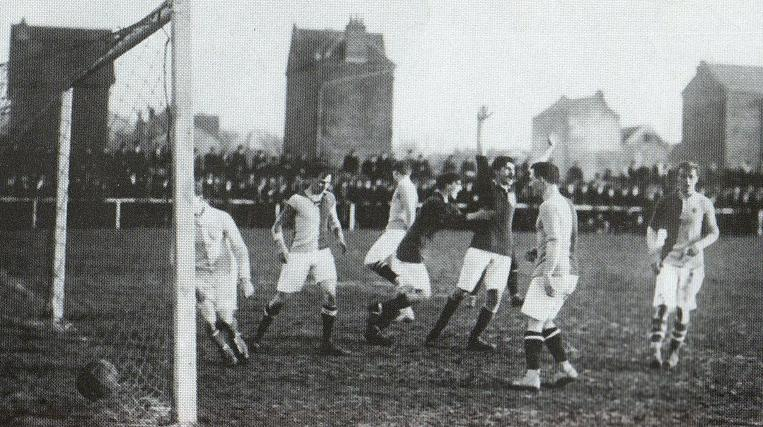
Scène du derby face au Havre AC en 1910.

Le FC Rouen nourrit depuis les origines une profonde rivalité avec Le Havre AC, sur fond de domination du football régional. Cependant, la chute sportive du club depuis les années 1980 a amoindri ce duel, qui n'a plus lieu qu'exceptionnellement. Les deux clubs comptent vingt saisons communes en Division 1 et Division 2.
Le Havre AC, dont la section football est créée officiellement en 1894, est l'un des premiers clubs de football français et le premier vainqueur du Championnat de France de football USFSA qui ne soit pas de la région parisienne, en 1899 et 1900. Le FC Rouen, fondé en 1899, intègre le championnat de Normandie l'année suivante et ne s'incline face au Havre AC qu'en finale du championnat. Bien qu'il s'impose alors comme l'un des principaux rivaux des Havrais, ces derniers remportent huit titres régionaux entre 1900 et 1909 (le FCR atteignant la finale, disputée en matchs aller-retour, en 1903, 1905 et 1906). Les Rouennais doivent attendre 1910 pour enfin remporter la compétition. En 1913, le FC Rouen atteint à son tour la finale du championnat de France USFSA. La rivalité entre les deux clubs s'installe et devient la grande opposition du football normand, à tel point que des incidents éclatent. À titre d'illustration, lors d'un match de Division 2 en 1934 (le premier derby professionnel au Havre), les supporters havrais mettent volontairement le feu à une tribune du stade de la Cavée Verte.
En 1933, quand Havrais et Rouennais adoptent le statut professionnel pour intégrer la première édition du championnat de France de deuxième division, les deux clubs comptent respectivement douze et quatorze titres régionaux. Le derby prend encore de l'ampleur alors que les deux clubs évoluent conjointement en première division, comme c'est le cas de 1938 à 1947. Après une période de domination havraise dans les années 1950, le FC Rouen devient le principal club normand jusqu'au milieu des années 1980, avec l'effondrement des Ciel et marine. Depuis la dégringolade sportive des Rouennais du milieu des années 1990, les deux clubs ne se sont plus affrontés, à l'exception de la saison 2003-2004 en Ligue 2, aux côtés du Stade Malherbe Caen, le troisième « grand » club normand. Le dernier derby en date (le 96e en championnat), le 6 mars 2004 au stade Robert-Diochon de Rouen, s'achève sur la victoire 4-0 des Rouennais, mais ce succès n'empêche pas leur relégation en fin de saison. Les derbys donnent lieu régulièrement à des agissements violents de spectateurs, preuve que la rivalité entre les deux clubs reste vivace.
De 1909 (date du plus ancien derby dont on connaît le résultat) à 2004, il y eut 96 derbys entre les deux équipes premières en championnat - dix-neuf en première division (en comptant les confrontations durant la Seconde Guerre mondiale), trente-six en D2, et 41 en Championnat de Normandie - auxquels s'ajoutent sept derbys en Coupe de France. Dans le bilan de ces confrontations, le FC Rouen est à l'avantage avec 46 victoires, contre 32 au Havre.
Depuis la chute du FC Rouen dans les profondeurs du football français, plusieurs autres derbys sont apparus, sans pour autant connaître la médiatisation et la rivalité des rencontres face au HAC, au premier rang desquels celui avec l'US Quevilly. Les deux stades du FC Rouen et de l'US Quevilly ont en effet une particularité : ils sont situés dans la même ville, à savoir Le Petit Quevilly,, de sorte qu'en 2011-2012, leur confrontation en championnat National est la plus haute dans la hiérarchie du football français entre deux clubs basés dans la même ville.
Néanmoins, depuis la création de l'USQRM, la rivalité entre les deux clubs a pris un nouveau virage puisque désormais les supporters du FCR affichent un rejet total pour ce club qui a pris possession du stade Diochon durant l'été 2015 provoquant beaucoup de réactions au sein des supporters rouennais et créant un nouvel engouement derrière le Football Club de Rouen. Les deux rencontres entre le FCR et la réserve de l'USQRM en DH déchaînent les passions puisque lors du match aller, 1 500 spectateurs se rendent à Diochon en novembre 2015 puis 1 400 au match retour au stade Lozai rappelant les plus grandes heures des derbys entre le FC Rouen et l'US Quevilly.

### Affluence
Pendant longtemps, le FC Rouen a pu compter sur un public fourni aux Bruyères, devenu stade Robert-Diochon, particulièrement lors des derbys face aux voisins du HAC. En finale du championnat de France USFSA en 1913, les Rouennais reçoivent le Stade helvétique de Marseille devant 6 923 spectateurs payants, une foule considérable alors. En 1933, alors que le club vient d'opter pour le professionnalisme, 16 040 spectateurs assistent au derby, un record en championnat de France, D1 et D2 confondues.
Dans les années 1950, alors qu'ils évoluent en deuxième division, les Diables rouges peuvent compter sur le support de cinq à dix mille spectateurs de moyenne à domicile, ce qui en fait une des équipes les plus suivies du championnat. En 1960-1961, quand les Rouennais retrouvent l'élite, leurs bons résultats sont suivis par 11 497 spectateurs de moyenne (dont un record de 22 805 pour le derby face au Havre AC), la deuxième meilleure affluence moyenne des clubs français derrière le RC Paris. Même si l'assistance se réduit progressivement les années suivantes, le public reste plutôt fidèle, chaque promotion étant suivie d'un pic de spectateurs la première année. En 1976-1977, avec 7 577 tickets vendus de moyenne, le FC Rouen est, de loin, l'équipe la plus suivie de deuxième division. Mais surtout le club bat son record d'affluence face à l'AS Saint-Étienne, champion de France en titre, avec 23 532 supporters rassemblés à Diochon en 8e de finale de Coupe de France.
La dégringolade sportive du milieu des années 1990 conduit à la désertion du stade, dont la capacité est d'ailleurs fortement réduite pour des raisons de sécurité, même si le club peut toujours compter sur un noyau de fidèles. En 1998-1999, ils sont ainsi 1 250 en moyenne à assister aux rencontres de CFA2, et plusieurs milliers à supporters les Diables rouges en Coupe de France, des assistances exceptionnelles à ce niveau-là. Depuis le retour du club en National en 2009, plus de 3 000 spectateurs de moyenne se pressent à Diochon, un nombre important à ce niveau, qui n'est dépassé que par les pensionnaires récemment relégués de Ligue 2. Après le dépôt de bilan lors de l'été 2013 et la rétrogradation du FC Rouen en Division d'honneur, le club enregistre en 2013-2014, la plus mauvaise affluence de son histoire, avec le 18 mai 2014, à peine 50 spectateurs présent lors du match FC Rouen - US Lillebonne. Malgré deux premières saisons en DH difficile au niveau des affluences avec une moyenne de 300 spectateurs, la saison 2015-2016 marque un tournant puisque avec la création du QRM, les supporters reviennent à Diochon pour supporter le FCR et montrer leur attachement envers le club et montrer que le FC Rouen est le club le plus populaire de la métropole rouennaise. Le 22 novembre 2015, le FCR parvient à battre le record d'affluence pour un match de DH Normandie avec pas moins de 1 500 spectateurs pour le match contre la réserve de l'USQRM! Finalement, en l'espace d'une saison, le FCR double sa moyenne de spectateurs en passant de 315 pour la saison 2014-2015 à 635 pour la saison 2015-2016.

### Supporters

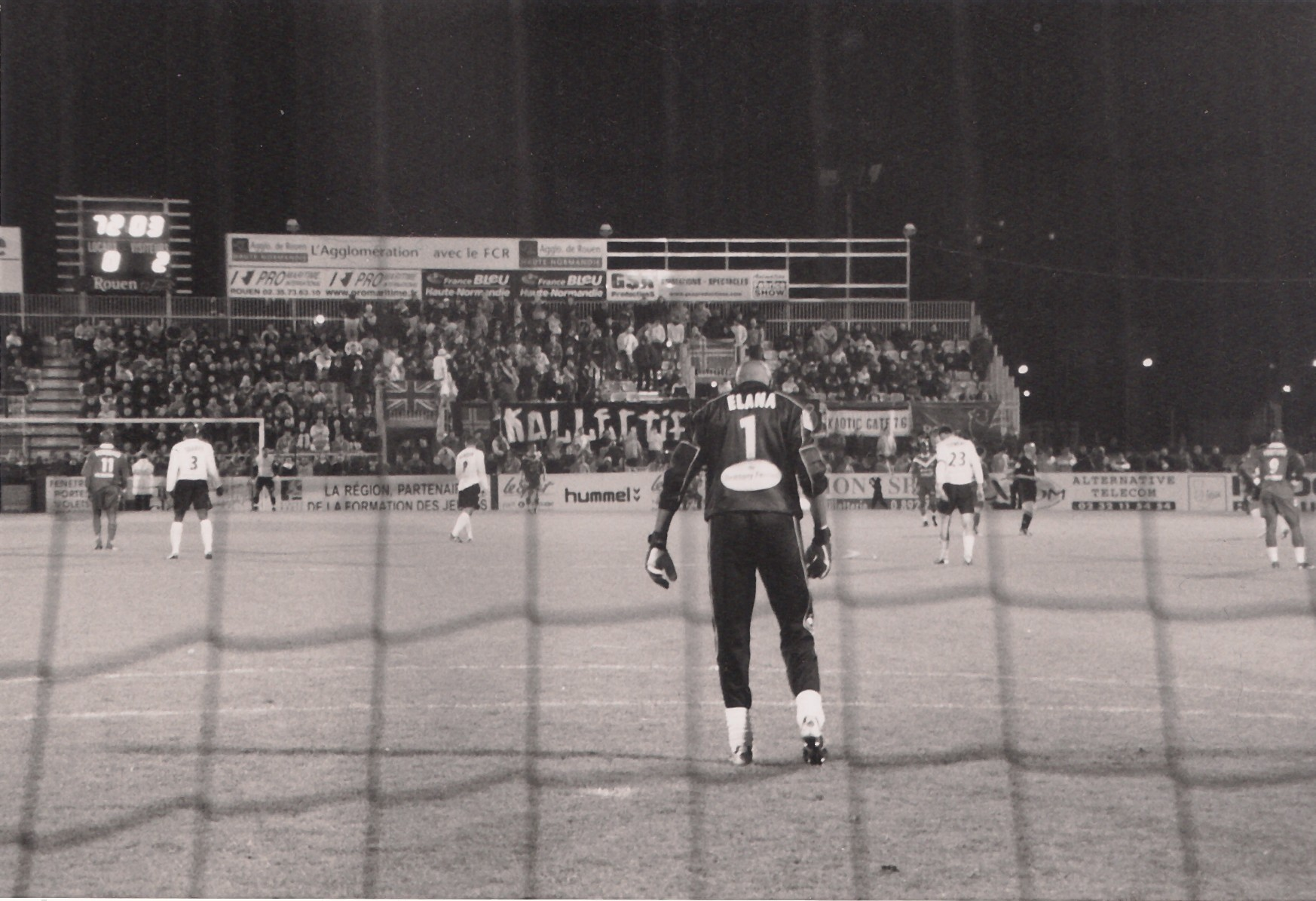
Au fond du terrain, la bâche du « KIR » dans la tribune Sud (2004).

Le club compte depuis 2012 deux groupes de supporters actifs, situé à domicile dans la tribune Lenoble : les Rouen Fans, groupe à la mentalité ultras fondé en 2012 et le 12 Rouennais, fondé en 2004. Depuis le début de la saison 2015-2016, les différentes entités ont décidé de se regrouper dans le Bloc H (bloc historique du supporterisme rouennais) pour raviver une ferveur et prouver aux dirigeants de l'USQRM que le FC Rouen n'est pas mort. Ce regroupement va permettre aux Rouen Fans de reprendre petit à petit leurs activités correctement après deux saisons d'essoufflement en DH. La ferveur est telle que le bloc H recommence à se remplir pour pousser les diables rouges jusqu'à la remontée en N3 à la fin de la saison 2016-2017.
Ces vingt dernières années, quatre autres groupes ont existé : le kop Diochon Boys (DB96) (fondé en 1996), le Diaboli'Kop 02 (fondé en 2002), le Red Boy 08 (fondé en 2008), le Ultras Rouen 2011 (fondé en 2011)
et le Kollectif Indépendant Rouennais (KIR), fondé au moment de la remontée du club en Ligue 2 en 2003. Ce dernier, situé en tribune sud, est mis en cause lors d'un incident lors d'un match à Dunkerque en 2008 et arrête progressivement ses activités de groupe quelques mois plus tard. Le Diaboli'Kop cesse lui ses activités après le match FC Rouen - US Boulogne du 2 novembre 2012.
Par ailleurs, parmi les supporters célèbres du FC Rouen on compte notamment François Hollande, président de la République française de 2012 à 2017, qui a vécu à Rouen jusqu'à ses 14 ans et a joué dans les équipes du club en minimes et cadet.
Le 7 février 2014, La "Fédération des Culs Rouges" est lancée. Une association ayant pour but de réunir l'ensemble des supporters du FC Rouen afin de peser sur l'avenir du club en étant acteur de la reconstruction.